# The Rolling Stones
The Rolling Stones je britská rocková skupina založená roku 1962 v Londýně. Původní sestavu tvořili: kapelník Brian Jones (kytara, harmonika, klávesy), Mick Jagger (zpěv, harmonika), Keith Richards (kytara, doprovodný zpěv), Bill Wyman (baskytara), Charlie Watts (bicí) a Ian Stewart (piano). Stewart byl v roce 1963 nucen odejít z oficiální sestavy, avšak stále se skupinou spolupracoval coby koncertní manažer a hostující pianista až do své smrti v roce 1985. Hlavními skladateli se (po vzoru dvojice Lennon/McCartney) stali Jagger/Richards, kdy je k tomu přiměl manažer skupiny Andrew Loog Oldham. Hlavním tahounem skupiny byl na jejím počátku Brian Jones, s nárůstem popularity kapely se však jeho pozice „leadera“ vytratila a ve skupině figuroval frontman Mick Jagger a kytarista Keith Richards. Jeho slávu a kreativitu zlikvidovala drogová závislost, rozchod s přítelkyní Anitou Pallenbergovou a napjaté vztahy s Keithem Richardsem. Skupinu opustil v červnu 1969, posléze byl 3. července 1969 nalezen mrtvý na dně svého bazénu. Na doporučení pianisty Iana Stewarta byl do skupiny přijat vynikající kytarista Mick Taylor ze skupiny John Mayall & the Bluesbreakers, ten ze skupiny odešel v roce 1974. Roku 1975 jej na turné zastoupil kytarista Ronnie Wood, nakonec jej o rok později oficiálně nahradil poté, co se rozpadla jeho skupina The Faces. V roce 1993 skupinu opustil baskytarista Bill Wyman, kterého nahradil Darryl Jones, ovšem již jako externí člen. Stones neměli po Stewartově odchodu roku 1963 žádného klávesistu jako oficiálního člena skupiny, v průběhu let však spolupracovalo se skupinou hned několik pianistů: Jack Nitzsche (1965–1971), Nicky Hopkins (1967–1982), Billy Preston (1971–1981), Ian McLagan (1978–1981) a Chuck Leavell (1982–dodnes). Tito hudebníci se skupinou spolupracovali jak v nahrávacích studiích, tak na koncertních pódiích.
Rolling Stones patřili k tzv. britské invazi skupin, které dosáhly obrovského úspěchu ve Spojených státech v roce 1964 a byly spojovány s kulturou vzdoru šedesátých let. Skupina čerpala vždy ze svých blues-rockových kořenů, původně skupina hrála pouze coververze od svých bluesových idolů, později zaznamenala větší úspěch s vlastními autorskými písněmi; jako „(I Can't Get No) Satisfaction“ a „Paint It Black“, které se staly mezinárodními hity. Album Aftermath (1966), které bylo poprvé plně autorské, je považováno za jedno z přelomových počinů kapely. Brian Jones se svými hráčskými ambicemi vnesl do písní netradiční hudební nástroje jako sitár, marimbu, dulcimer. Po krátké době experimentování s psychedelickou hudbou na albu Their Satanic Majesties Request (1967) v polovině 60. let se skupina vrátila ke svým „bluesovým“ kořenům. V následujících letech skupina vydala kritikou a fanoušky pozitivně přijatá alba Beggars Banquet (1968), Let It Bleed (1969), Sticky Fingers (1971) a Exile On Main St. (1972). Jednalo se o nejslavnější éru skupiny, kdy byla skupina označována jako „Nejlepší rock and rollová skupina na světě“.
Skupina pokračovala s vydáváním komerčně úspěšných alb na přelomu sedmdesátých a osmdesátých let, včetně alb Some Girls (1978) a Tattoo You (1981), dvě nejprodávanější v jejich diskografii. Během osmdesátých let se skupina ocitla v krizi, rozepře mezi Jaggerem a Richardsem omezily společné koncertování a skupina v tomto období vydala pouze dvě průměrná alba a po zbytek desetiletí se všichni členové věnovali sólovým projektům. Obrat nastal roku 1989, kdy se ve skupině výrazně zlepšily vztahy, zejména mezi Jaggerem a Richardsem a skupina vydala po několika letech kritikou dobře přijaté album Steel Wheels (1989). Po několika letech se skupina rozhodla vyrazit na velkolepé turné Steel Wheels/Urban Jungle Tour, které se stalo svého času nejvýdělečnějším turné v historii. Do roku 2007 skupina držela rekord, pěti nejvýdělečnějších koncertních turné všech dob: Voodoo Lounge Tour (1994–1995), Bridges to Babylon Tour (1997–1998), Licks Tour (2002–2003) a A Bigger Bang Tour (2005–2007).
The Rolling Stones (jmenovitě Mick Jagger, Keith Richards, Brian Jones, Mick Taylor, Ronnie Wood, Bill Wyman, Charlie Watts a Ian Stewart) byli v roce 1989 uvedeni do Rock and Roll Hall of Fame a také do UK Music Hall of Fame v roce 2004. Časopis Rolling Stone skupinu v letech 2004 a 2011 zařadil na čtvrté místo v seznamu „100 největších umělců všech dob“. Jejich odhadovaný rekordní prodej alb činí 240 milionů prodaných nosičů, dosud skupina vydala 30 studiových alb, 28 koncertních alb a 26 kompilací. Stále vydává alba, která jsou kritikou pozitivně přijatá; jejich nejnovější album Blue & Lonesome bylo vydáno v prosinci 2016 a dosáhlo 1. příčky prodejnosti ve Velké Británii a 4. příčky prodejnosti v USA, v roce 2018 získalo cenu Grammy Award za nejlepší tradiční bluesové album. Skupina po čtyřleté koncertní odmlce v letech 2008–2011 stále aktivně koncertuje po celém světě.

## Historie

### Prvopočátky: 1961–1962

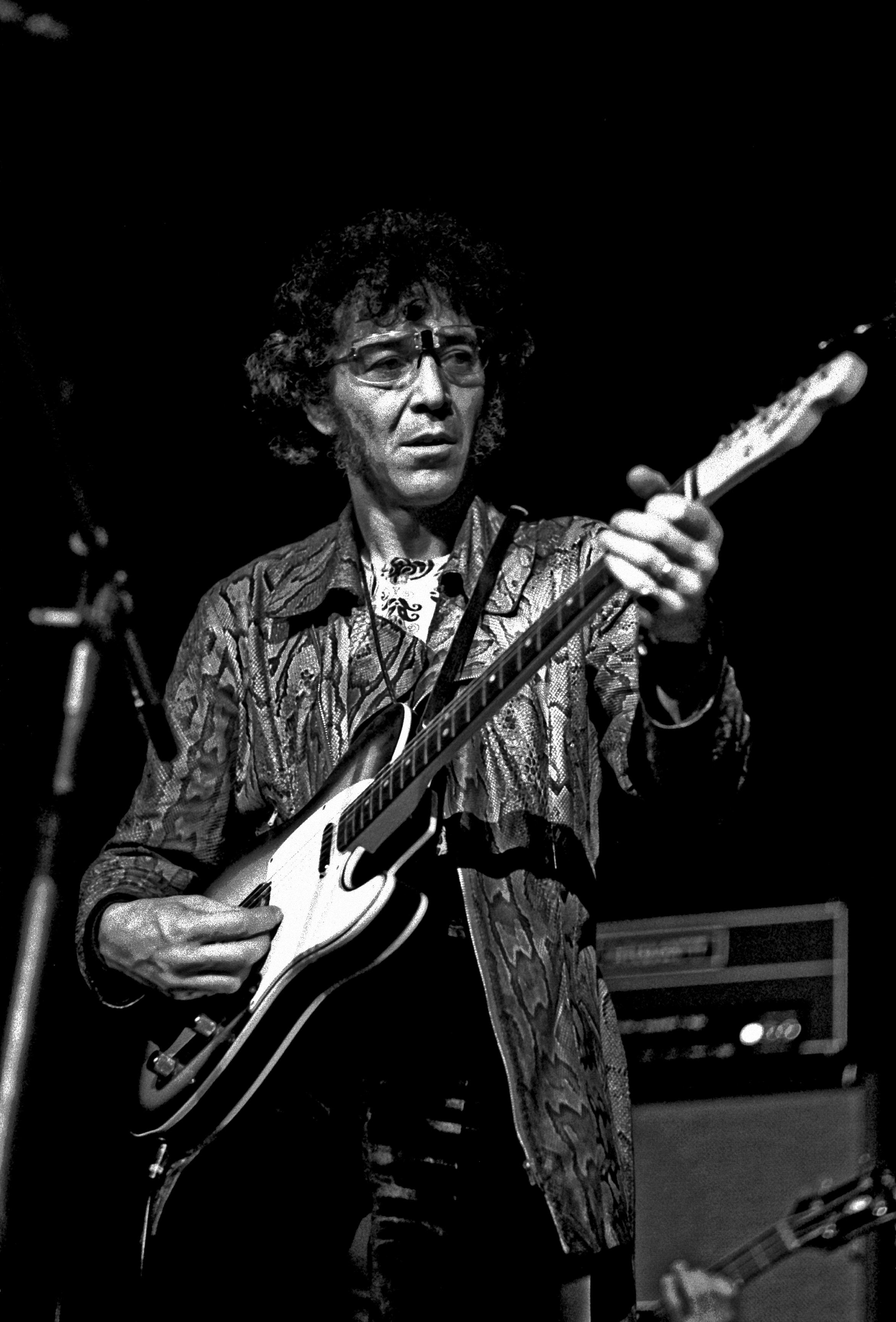
Alexis Korner vedl svou skupinu Blues Incorporated ve které mj. hráli Brian Jones, Ian Stewart a Charlie Watts.

Mick Jagger a Keith Richards se seznámili na počátku 50. let 20. století během docházky do základní školy v Dartfordu v hrabství Kent, kde se oba narodili. Poté se jejich cesty rozdělily, Jaggerova rodina se v roce 1954 přestěhovala do Wilmingtonu v Kentu. Mick Jagger se věnoval studiu na londýnské škola ekonomie a politických věd, zatímco Keith Richards studoval Sidcup Art College (londýnskou uměleckou školu), kde se seznámil s Dickem Taylorem, jenž se přátelil i s Jaggerem. V polovině 50. let založil Jagger společně s Dickem Taylorem garážovou skupinu; skupina hrála především repertoár Muddyho Waterse, Chucka Berryho, Little Richarda, Howlina' Wolfa a Bo Diddleyho. Dne 16. října 1961 se na dartfordském nádraží zcela náhodně potkali Mick (tehdy si říkal Mike) Jagger a Keith Richards, kteří se jako dávní spolužáci neviděli několik let. Richards k Jaggerovi přistoupil a povšiml si, jak drží v podpaží několik vinylových desek od Chucka Berryho a Muddyho Waterse, to na něho velmi zapůsobilo. Dali spolu řeč o jejich hudbě, a tak Jagger nabídl Richardsovi místo ve skupině, načež jeho nabídku přijal. Jagger si tehdy objednával desky z katalogu Chess Records sídlící v Chicagu, takové desky jako právě od amerických bluesových muzikantů se ve Velké Británii nedaly moc sehnat. Keith Richards to okomentoval slovy: „Tenkrát se v Anglii prodávalo jen velmi málo dlouhohrajících desek. Luxusní zboží...“ Richards se připojil k Jaggerově skupině jako sólový kytarista, Dick Taylor byl tedy přeobsazen na post baskytaristy. Taylor Richardsův příchod do skupiny okomentoval slovy: „Keith věděl, že jsem v nějaké kapele, ale nikdy mi neřekl, že by se chtěl přidat. A mě nikdy nenapadlo ho o to požádat. Pak ale přišlo to slavný setkání s Mickem na nádraží v Dartfordu. Tak se k nám dostal.“ Skupina se scházela v Jaggerově domě, ke konci roku 1961 se však přemístila do Taylorova domu, kde zkoušela v suterénu. K triu Jagger–Richards–Taylor se na konci roku 1961 připojili Alan Etherington (perkuse) a Bob Beckwith (doprovodná kytara), kvintet se nazýval The Blues Boys.
V březnu 1962 se The Blues Boys dočetli o Ealing Jazz Club v článku novin Jazz News, v nichž byla zmíněna skupina Blues Incorporated kapelníka Alexise Kornera. Skupina poslala kazetu svých nejlepších nahrávek Kornerovi, na kterého udělaly dobrý dojem. 7. dubna navštívili členové The Blues Boys klub Ealing Jazz Club, kde se setkali se členy Blues Incorporated, mezi něž patřil slide kytarista Brian Jones, pianista Ian Stewart a bubeník Charlie Watts. Po setkání s Kornerem, Jagger a Richards začali často jamovat s jeho skupinou. Mick Jagger: „Poslouchali jsme lidi, kteří se pokoušeli hrát blues. A my jsme se od nich hodně lišili. Dříve jsme se jim smáli a říkali jim banda jazzmanů. To prostě nebyl náš styl blues. Věděli jsme, že to umíme lépe. A my jsme to uměli lépe. A když jsem viděl Alexise Kornera, nedalo mi to spát. To znamenalo, že by se někde mělo hrát. Bylo to hezké období.“

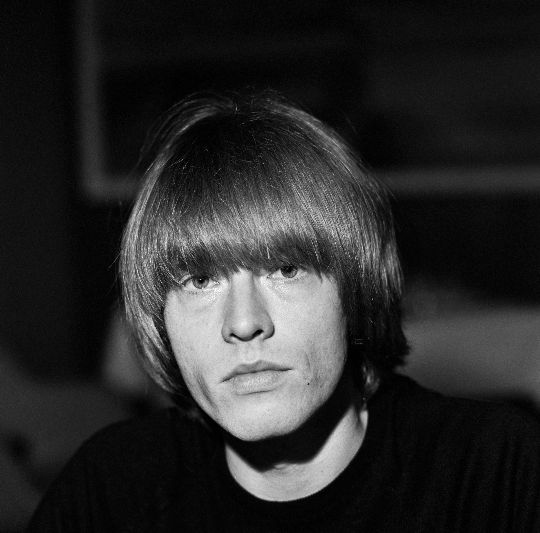
Brian Jones formoval skupinu The Rolling Stones v červnu 1962.

Brian Jones (tehdy známý pod uměleckým jménem Elmo Lewis) opustil skupinu Blues Incorporated a toužil založit vlastní kapelu ve stylu chicagského blues. Napsal proto inzerát do novin, zatímco Ian Stewart našel prostor ke zkoušení. Jagger, Richards a Taylor se odloučili od jamování s Blues Incorporated a připojili k Jonesovi a Stewartovi. Na první zkoušku byli přizváni kytarista Geoff Bradford a zpěvák Brian Knight, kteří se ale ke skupině nepřipojili. Odmítali hrát písně Chucka Berryho a Bo Diddleyho, které preferovali Jagger a Richards. V červnu 1962 se k Jonesově formaci připojil bubeník Tony Chapman, tím byla sestava skupiny kompletní. Název skupiny vznikl čirou náhodou, když skupina chtěla svůj první koncert oznámit do Jazz News, tak novinář požádal Briana Jonese o název skupiny, viděl na podlaze ležet výběrové album Muddyho Waterse; jednou z písní byla „Rollin' Stone“, která se tak stala názvem skupiny.
První koncert skupina Rollin' Stones odehrála ve složení: Mick Jagger – zpěv, Keith Richards – kytara, Brian Jones – kytara, zpěv, Dick Taylor – baskytara, Ian Stewart – piano a údajně Mick Avory (pozdější bubeník The Kinks) – bicí.  Koncert se konal 12. července 1962 v londýnském klubu Marquee, kde skupina svým debutem nahradila Blues Incorporated. Repertoár skupiny se tehdy výhradně skládal pouze z coververzí rock and rollových a bluesových ikon té doby. O 16 dní později skupina odehrála svůj druhý koncert v londýnském Ealing Jazz Club, kde tak vlastně vystupovala na londýnské jazzové scéně. Ian Stewart hraní blues na jazzové scéně okomentoval slovy: „V Anglii zpočátku nikdo nehrál naší [bluesovou] hudbu, opravdu nikdo. Mick, Keith a Brian byli jediní lidé v zemi, kteří znali blues a snažili se jej hrát. Všichni ostatní byli jazzoví hudebníci, kteří se snažili hrát blues, což nebylo to pravé. A když jsme jednou viděli Stones v Marquee, lidé, kteří v té době obstarávali scénu, byli proti nám stoprocentní, a byl to jeden krvavý boj, abychom se kamkoliv dostali. Mysleli si, že R&B je jazzové odvětví a měly by tam být tři saxofony. Řekli: Co? Dvě kytary a basová kytara? To je rock and roll – my o tom nechceme vědět, budeme se snažit to postavit.“
Hudebníci zkoušeli celý zbytek léta 1962 a příležitostně zaskakovali za nějakou skupinu v klubu Marquee. Richards v červenci opustil školu, v srpnu si Jagger zakoupil laciný byt na Edith Grove v nepůvabné části Chelsea, kam se nastěhovali spolu s ním Richards a Jones. Byt s nimi sdílel také mladý tiskař Jimmy Phelge, jehož příjmení Stones později používali jako autorský pseudonym (Nanker Phelge), za kterým se skrývala celá skupina (včetně pianisty Stewarta a manažera Oldhama). Jagger, Richards a Jones žili na Edith Grove bohémský styl života, avšak trpěli nedostatkem jídla a peněz. I přes tyto nešvary jejich divokého žití se byt na Edith Grove stal místem, kde hudebníci pilně zkoušeli, vzájemně se doplňovaly a zdokonalovali tak své hráčské ambice.
Rollin' Stones stěží sháněli štace po hudebních klubech, protože blues nebyl mezi pořadateli jazzových představeních vítán. „Byli jsme bluesová kapela, která hrála v klubech, ne rocková kapela, která hrála na tancovačkách.“ zdůraznil Mick Jagger postavení skupiny v počátcích její existence. Angličané na počátku 60. let 20. století neznali hudební styl R&B, což Briana Jonese evokovalo k sepsání článku do Jazz News s usilovným vysvětlením, že se jedná o čerstvý hudební žánr z amerického Chicaga, který si zaslouží posluchačského zájmu.
Na podzim roku 1962 se se skupinou v dobrém rozešel Dick Taylor, aby se věnoval studiu na Sidcup Art College. Zde se seznámil s Philem Mayem, dartfordským rodákem s „nejdelším hárem ve Velké Británii“, se kterým později založil rhythm and bluesovou kapelu The Pretty Things. Rollin' Stones po jeho odchodu hráli sporadicky s dočasnými baskytaristy, se skupinou tehdy střídavě hráli Ricky Fenson a Colin Golding. V říjnu 1962 vyšel ve Spojeném království první singl The Beatles, tehdy ještě neznáme čtyřčlenné formace z Liverpoolu. Singl „Love Me Do“ dosáhl 17. příčky britského singlové žebříčku, beatlemánie však propukla o rok později, kdy vyšla debutová deska Please Please Me. Stones v té době nechtěli být pozadu, proto Brian Jones smluvil několik frekvencí v Curly Clayton Studios v severní části Londýna, kam skupina zavítala 27. října 1962 a natočila demo nahrávku o třech písních: „Soon Forgotten“ od Muddyho Waterse, „Close Together“ od Jimmyho Reeda, „You Can't Judge a Book by the Cover“ od Bo Diddleyho. Jones poslal demo nahrávku jednomu z šéfů EMI, tomuto hudebnímu vydavatelství však již dominovali Beatles.

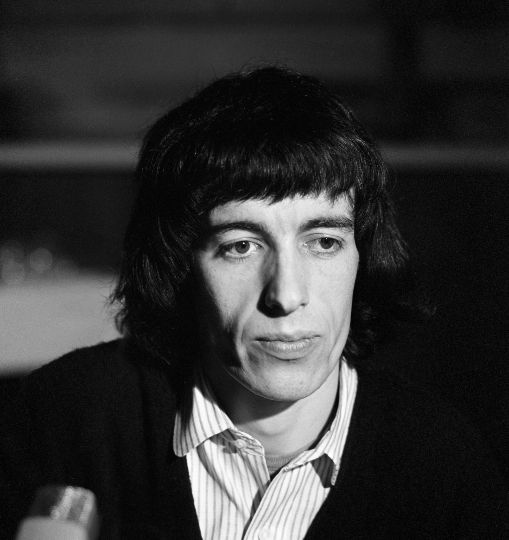
Bill Wyman se stal členem skupiny v prosinci 1962.

Na vystoupení kapely The Presidents v hospodě Red Lion přivedl bubeník Tony Chapman baskytaristu Billa Wymana a představil jej Ianu Stewartovi, který seděl v publiku. Rollin' Stones na počátku prosince 1962 stále neměli baskytaristu na plný úvazek, a proto Stewart pozval Wymana na zkoušku kapely ve Weatherby Arms. Bill Wyman na první zkoušku s kapelou vzpomíná: „Sněžilo, na zemi byly dva palce a pořádně mrzlo. Jeli jsme s Tonym autem jeho táty do Chelsea na přehrávku. Vzal jsem si všechen svůj aparát, včetně rezervní bedny, echa, plus tu obrovskou skříň, co jsem si udělal, ve které byla osmnáctipalcová bedna a zesilovač k ní. Všichni věděli, kdo jsem, ale nikdo na mě nepromluvil. Se Stuem jsem se už jednou potkal, tak jsem mu řekl ahoj, ale Brian s Keithem si popíjeli u baru a hodinu a půl mě totálně ignorovali... Pak ke mně přišel Mick a něco řekl, tak jsem zapojil bednu a už to bylo trochu lepší. Začali jsme hrát „I'm a King Bee“, tu věc od Jimmyho Reeda, a do toho jsem se myslím dostal snadno, byla to jen jednoduchá dvanáctka.“ Po zkoušce se Wyman se skupinou začal bavit o různých muzikantech, které rád poslouchal. Jmenoval Chucka Berryho, na jehož reagovali pozitivně, ovšem po vyslovení jmen jako Jerry Lee Lewis nebo Eddie Cochran schytal negativní komentáře, protože byli bluesovou nikoliv rockovou kapelou. Keith Richards a Brian Jones obdivovali Wymanovu aparaturu, vlastnil zesilovač AC30 značky Vox (v té době to byl nejhlasitější aparát) a menší zesilovač Watkins Westminster, oba dva jim ochotně zapůjčil. Ian Stewart vzpomíná: „Na té staré historce, že Billa vzali, protože měl pár beden, je něco pravdy. Ale pamatujte, Bill byl velice dobrý.“ Bill Wyman byl přibližně o šest let starší než zbytek Stones, prošel několika rockovými skupinami a byl proslulý tím, že vlastnil zesilovač AC30 značky Vox, po další zkoušce kapely jej Stones přijali mezi sebe.

### The Rolling Stones – 12 x 5: 1963–1964
Počátkem roku 1963 Rollin' Stones vstoupili do nové éry britského kulturního života, do éry tzv. „swingujícího Londýna“. „Swingující Londýn“ lze definovat jako kulturní obrození britské společnosti po druhé světové válce, který se projevoval se v populární hudbě, módě a umění. Britská společnost byla ve své většině na konci padesátých let a na začátku šedesátých let stále dost konzervativní, před samotným vznikem „rozhoupaného Londýna“ v kulturním undergroundu již ale existovalo umělecké hnutí tzv. „rozhněvaných mladých mužů“, což byl kolektiv několika prozaiků a dramatiků, jejichž politicky radikální či anarchistická díla popisovala existenciální odcizení a znechucení. S rostoucí popularitou Beatles se rozšířila tzv. beatlemánie takřka po celém světě a sní také tzv. britská invaze skupin ve Spojených státech. Vedle Beatles vešly ve známost také ostatní britské skupiny, které vznikly v první polovině šedesátých let: The Rolling Stones, The Who, The Animals, The Kinks, The Yarbirds, The Dave Clark Five, Small Faces a další. Nastala tak tzv. éra skupin, což vysvětluje Lubomír Dorůžka v knize Panoráma populární hudby: „Pro Evropu [to] tehdy teprve vlastně všechno začalo. Změny, které naznačila počáteční vlna rock and rollu ve Spojených státech teď zasáhly mladé muzikanty a posluchače na celém světě. Éra skupin navíc přináší i zcela odlišný přístup. Pět či šest mladíků, kteří stojí na pódiu , nejen hraje a zpívá, ale své písničky si taky píše, aranžuje a hlavně - oni sami mají nejlepší představu o tom, co by rádi. Těchhle věcí si publikum už dávno všímalo daleko víc, než thymolinových úsměvů či nažehlených obleků. Skupiny měly na své straně ještě jednu výhodu, která opět ležela v mimohudební sféře. Daly publiku pocit, že to, co na pódiu předvádějí, by vlastně mohli dokázat i ti v sále. A mnozí to pilně zkoušeli.“ Od té doby co se Beatles „vyšplhali“ na světové výsluní se centrem populární hudby stala Anglie, na otázku novináře proč se jím stala právě ona země, dotazovaný Brian Jones odpověděl: „Anglie prostě měla ten správný zvuk a dobré image, o který v tu danou dobu mladí lidé na celém světě stáli.“

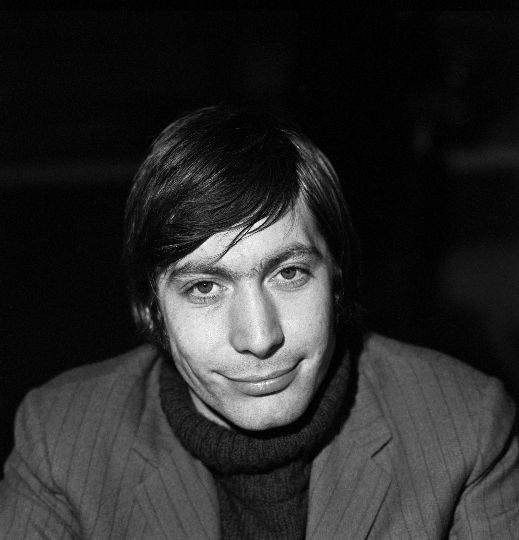
Charlie Watts se ke skupině připojil v lednu 1963.

Počátkem ledna 1963 Stones odehráli několik koncertů v Londýně a jeho okolí. Se skupinou tehdy hrál bubeník Tony Chapman, kterého ostatní členové skupiny neměli rádi, nicméně byl stále ve skupině. Stones znali bubeníka Charlieho Wattse, kterého několikrát přemlouvali, aby se ke skupině připojil, ten to však opakovaně odmítal. Předtím než se Watts připojil ke skupině, měl Keith Richards na předešlé bubeníky spíše skeptický pohled: „Přišel Mick Avory, bubeník Kinks. Byl hrozný. Nedokázal udržet rytmus. Neuměl zahrát ty věci od Jimmyho Reeda.... (Uměli jsme to) jen Mick, já a Brian (a Stu). Znali jsme Charlieho [Wattse]. Byl to kamarád. V té době hrával s Alexisem [Kornerem]. Byl Kornerovým bubeníkem. Nemohli jsme si dovolit mu ho vzít. Jednoho dne jsme vzali bubeníka jménem Tony Chapman, který byl naším prvním pravidelným bubeníkem. Hrozný. Jeden z nejhorších... Když začal hrát - skončil buď čtyřikrát tak rychle, jak začal, nebo třikrát tak pomalu.“ Skupina potřebovala dobrého bubeníka, se kterým by významněji prorazila na londýnské bluesové scéně a následně tak získala smlouvu na nahrávku. Charlie Watts poté, co opustil Blues Incorporated hrál nezávazně v několika skupinách, podle vlastních slov v žádné z nich nehrál na plný úvazek, ale byl „de facto“ jejich členem. Podle Richardse: „touha dostat Charlieho byla jednou z hybných sil, které držely tuhle kapelu pohromadě. Bylo to z naší strany spiknutí. Musíme vydržet dost dlouho, abychom mohli Charliemu nabídnout pět liber týdně.“ Po dvou vystoupeních v klubu Ricky Tick členové skupiny vyhodili bubeníka Tonyho Chapmana ze skupiny, načež rozhněvaný Chapman nabádal baskytaristu Wymana, aby skupinu, do které jej sám přivedl opustil. Wyman se však ve skupině rozhodl zůstat. Chapman později založil vlastní kapelu The Preachers. Po Chapmanově odchodu se tak uvolnil post bubeníka, Stones proto opakovaně kontaktovali Charlieho Wattse, který nabídku k členství ve skupině nakonec přijal. Watts na příchod do skupiny vzpomíná: „Pak mě požádali, abych se připojil k Rolling Stones, připojil jsem se tak k další skupině. Byl jsem ve třech kapelách. V žádné jsem nehrál (smích), ale byl jsem požádán, abych hrál ve třech kapelách. Ale jakmile jsem se připojil k Rollin' Stones, (jak jsme se tehdy jmenovali), začal jsem s nimi žít a tehdy jsem na ně vytvořil dojem. Pobýval jsem v Londýně místo toho, abych se vrátil domů, různě jsem se poflakoval. Hodně jsme nacvičovali, oni (Brian a Keith) nikdy nechodili do práce, takže jsme si pouštěli desky celý den, v tom poněkud bohémském životě.“  Díky Wattsovi se zájem publika o skupinu výrazně zvýšil, což zapříčinila také stoupající návštěvnost koncertů, v důsledku toho byli Rollin' Stones koncem ledna vyhozeni z klubu Marquee. Ian Stewart si v ten moment uvědomil, že nyní mají Stones nejlepšího mladého bubeníka v Anglii a že tím snad skupina opravdu získá tvář. Keith Richards přiznává, že jako skutečný začátek kapely Rolling Stones považuje právě Wattsův příchod v lednu 1963.

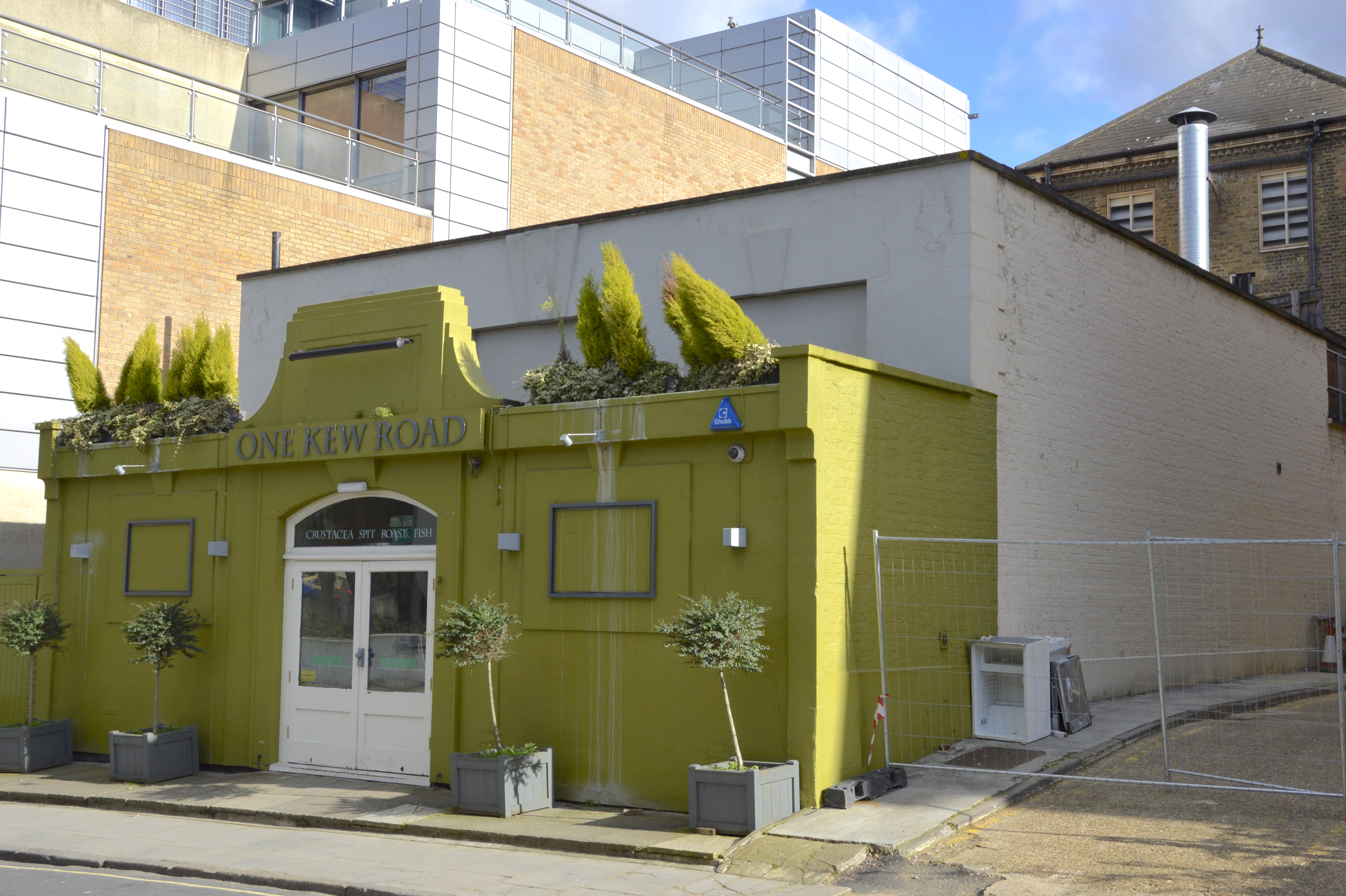
Zadní vstup klubu Crawdaddy v londýnském Richmondu, kde Rolling Stones v roce 1963 často hráli.

Koncertní impresário Giorgio Gomelsky otevíral počátkem února 1963 nový jazzový klub, načež jej kvůli tomu Brian Jones oslovil, aby si přišel poslechnout jeho kapelu. Gomelsky proto navštívil Red Lion Pub, kde Stones hráli, s cílem u něj vyvolat přesvědčení, aby Stones do svého nového klubu pozval. Jones požádal Gomelskyho, aby Stones zařadil do nedělního programu, termín měla obsazena ale jiná skupina. Skupina svůj koncert zrušila, Rollin' Stones tak mohli 24. února 1963 debutovat na scéně tehdy ještě bezejmenného klubu, který stál naproti stanici metra Richmond. Skupina vzrušila přítomné diváky rhythm and bluesovou energií takovou měrou, že jim Gomelsky nabídl zde vystupovat pravidelně každou neděli. Gomelsky se tak stal jejich neoficiálním manažerem. Stones to pomohlo lépe se prezentovat početnějšímu publiku, které se stále víc rozrůstalo. Keith Richards konstatoval: „Když jsme získali Charlieho, opravdu hodně nám to pomohlo.“ Bill Wyman na početné davy vzpomíná: „První večer tam bylo 80 lidí, další večer už 120 lidí a třetí večer se venku táhla fronta, že se lidi nevešli dovnitř.“  Gomelsky si všímal toho jakým způsobem Rollin' Stones dostávali „do varu“ přítomné diváky, kteří při písni „Hey Crawdaddy“ křepčili a hopsali, inspiroval se tak k pojmenovaní klubu Crawdaddy podle oné písně.
Ačkoliv Stones úspěšně budovali koncertní kariéru, stále ještě neměli smlouvu na nahrávku, Brian Jones proto kontaktoval BBC, aby skupinu pustili v rádiu. V BBC jej odbyli s tím, že by cesta Stones k přehrávce byla snazší, kdyby měli nový demopásek. Skupina proto nahrála hodinou frekvenci na předem domluvený termín ve studiích IBC na Portland Place, pro nahrávání si opět zvolila coververze; „Road Runner“, „Crackin' Up“ a „Diddley Daddy“ od Bo Diddleyho; „Bright Lights, Big City“ a „Honey What's Wrong“ od Jimmyho Reeda; a „I Want to Be Loved“ od Willieho Dixona. Na veškeré nahrávání této demonahrávky dohlížel producent a zvukař Glyn Johns, který i několik let poté se Stones spolupracoval.
14. dubna 1963 Rollin' Stones hráli koncert v Gomelskyho nově pojmenovaném klubu Crawdaddy, kam na jeho pozvání zavítali Beatles. Bill Wyman na slavné setkání vzpomíná: „V půli představení jsme se rozhlédli do publika, tam stáli čtyři mladíci oděni v kožených bundách a před nimi tančilo několik děcek“, řekl a poznamenal, že John Lennon, Paul McCartney, George Harrison a Ringo Starr byli „publikem naprosto ignorováni“. „Otočil jsem se k Charliemu Wattsovi a řekl jsem: „To jsou Beatles!“ V té době měli dva nebo tři singly na 1. příčce hitparády, v Anglii byli strašně populární. Po koncertu skupinu v zákulisí osobně navštívili John Lennon, Paul McCartney, George Harrison a Ringo Starr, mezi touto liverpoolskou čtveřicí a Stones vzniklo okamžitě přátelství, ačkoliv tisk později hovořil o pravém opaku a vzájemném rivalství mezi skupinami.
O Rollin' Stones se začalo psát v novinových článcích; velký podíl na tom měl publicista Peter Jones, který o jejich hudbě hovořil jako o „divoké, drsné muzice.“ Jones na setkání se skupinou vzpomíná: „Fanoušci šíleli vzrušením. O přestávce přivedl Giorgio Briana a Micka a představil jej jako Rolling Stones. Snědli jsme teplou sekanou a vypili pár piv. Řekli mi: „Vidíš, jak se k nám tady fandové mají, ale my už toho máme plné zuby. Kluby v Londýně nás nechtějí znát. Vydávání desek zachází na úbytě. Místní noviny nám věnovaly fantastické recenze, ale nikdo se ani nebude obtěžovat, aby si je přečetl.“  Giorgio Gomelsky měl se skupinou velké plány; začal chystat film o Stones, k této příležitosti skupina nahrála coververzi písně „The Pretty Thing“. Stones se ale přesto cítili zklamaní a vyčerpaní, protože stále neměli smlouvu na nahrávku, neuspěli ani při přehrávce BBC a zároveň byli fascinováni beatlemánií skupiny Beatles, kterou jim neskonale záviděli. Velkorysý manažer Gomelsky však skupině smluvil vysněnou rozhlasovou přehrávku u BBC stanovenou na 23. dubna. Na přehrávku dorazila pouze polovina Stones (Jagger, Richards, Jones a Stewart), rytmická sekce představovaná Billem Wymanem a Charliem Wattsem se na přehrávku nedostavila, protože se oba hudebníci nemohli uvolnit ze zaměstnání. Zaskočila tak za ně rytmická sekce ze skupiny Cyrila Daviese.

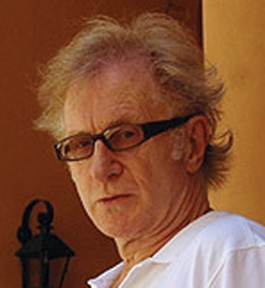
Manažer skupiny Andrew Loog Oldham na snímku z roku 2011.

28. dubna 1963 na vystoupení skupiny The Rollin' Stones zavítal devatenáctiletý mladík jménem Andrew Loog Oldham. Oldham pracoval jako tiskový mluvčí Beatles a zároveň hledal talentovanou skupinu, která by se liverpoolským „broukům“ vyrovnala. Oldham na onen osudný den, kdy se s Rolling Stones setkal vzpomíná: „Dokonce ještě než jsem do toho klubu vkročil, věděl jsem, že tohle je to pravé. Stál jsem venku a sledoval Micka a Chrissie Shrimptonovou (sestru Jean), jak se tam v uličce hádají. Byli stejně přitažliví pro jiné jako pro sebe navzájem, a já věděl, že mě čeká něco extra. Ten klopýtavý rytmus zahovořil o sexu a roztancoval trochu moje srdíčko.“  Oldham po vystoupení zašel za skupinou do zákulisí a začal si je svým vtíravým šarmem a okouzlující osobností „omotávat kolem prstu“. Okouzlující a sebevědomý Oldham slíbil Brianu Jonesovi lukrativní smlouvu, která by je vynesla do stejných výšek jako Beatles. Michael Lindsay-Hogg: „Všichni seděli na lavičce a Andrew s nimi mluvil o jejich vystoupení. Andrew seděl uprostřed a oni hltali každé jeho slovo, jako kdyby jim to v budoucnu mělo opravdu pomoci. On sám byl velmi ovlivněn filmy a gangsterkami té doby - čili Andrew, ten hubený kluk si chtěl vytvořit image někoho s kým si není radno zahrávat.“ vzpomíná na Oldhamovu osobnost filmový režisér Lindsay-Hogg, který se skupinou Rolling Stones několik let spolupracoval.
Kapely si brzy znovu všimla firma Decca Records, především její ředitel Dick Rowe, muž proslulý tím, že odmítl The Beatles. Rowe se snažil, aby opět něco nepropásl, a tak váhavě souhlasil s nahrávací smlouvou s Andrewem Loogem Oldhamem, který předtím využil svého nezanedbatelného šarmu, aby se členům kapely vlichotil a přesvědčil je, že je v jejich nejlepším zájmu, aby se stal jejich manažerem. Oldham byl rozený organizátor a pracoval s Brianem Epsteinem na částečný úvazek jako člen propagace Beatles.
Oldham coby plně etablovaný manažer skupiny The Rollin' Stones zavedl ve skupině několik změn; 1. Název skupiny pozměnil na The Rolling Stones, když kapelu přesvědčil o naprosté nezbytnosti přidat písmeno „g“ k jejich tehdejší slangově „počernoštělé“ verzi slova Rollin’ v názvu. 2. Donutil Iana Stewarta, aby odstoupil z oficiální sestavy, neboť tvrdil, že jeho dobrácký zevnějšek neodpovídal obrázku kapely, neodepřel mu však roli koncertního manažera a doprovodného pianisty Stones na turné. 4. Z Richardsova příjmení odstranil písmeno s, aby se tak svým jménem přiblížil k popovým ikonám: Cliffu Richardovi a Little Richardovi. 5. Přiměl Micka Jagger a Keitha Richardse k tomu, aby začali psát vlastní písně. Oldham chtěl z Rolling Stones stvořit tzv. „anti-Beatles“ , skupině proto předurčil image „zlých hochů“, přikázal jim, aby se při fotografování neusmívali, podporoval jejich nevrlé, lehce provokativní až arogantní chování. Oldham to chápal jako způsob sebepropagace a zajímavé formy, jak na sebe upoutat pozornost. Byl to právě Oldham, který vymyslel provokativní novinový titulek, jenž zněl: Dovolili byste své dceři, aby si vzala někoho z Rolling Stones? Stones se tak stali jakýmsi protipólem „dobráckých“ Beatles. Mick Jagger k tomu dodává: „Andrew chtěl mít ze Stones něco jako anti-Beatles, jako ve filmu, když máš hrdinu, tak potřebuješ taky antihrdinu. Máš hodný kluky a zlý kluky. Andrew se rozhodl, že Rolling Stones budou ti zlí. Nestalo se to náhodou. Myslel, že se Rolling Stones budou do toho obrazu hodit. Hodilo se, že narazil na lidi, kteří mu do toho pasujou. Je fajn mít herce, co tu roli zvládnou.“
10. července 1963 skupina v londýnských studiích Olympic nahrála svůj první singl, stále neměla vlastní repertoár, proto si pro nahrávání zvolila coververze písní; „Come On“ od Chucka Berryho a „I Want to Be Loved“ od Willieho Dixona. Produkce se ujal sám manažer Oldham, který byl v této roli jak debutant. Předtím než singl vyšel, stihla skupina odehrát 22 klubových koncertů v Londýně a hrabství Surrey. 7. června singlový debut „Come On“ vyšel a vyšplhal se na 23. příčku britské singlové hitparády. Skupina jej odmítla hrát na koncertech. Keith Richards: „Natočili jsme to, jen abychom dostali desku na svět. Nechtěli jsme ji dokonce ani poslouchat. Byl to Andrewův nápad: udělat silný singl, aby nás nechali natočit album, což tenkrát byla velká výsada.“ řekl později. Fotograf Gered Mankowitz pořídil několik snímků skupiny pózující před rozbombardovanou parcelou, fotografie byla použita jako obal nového singlu.

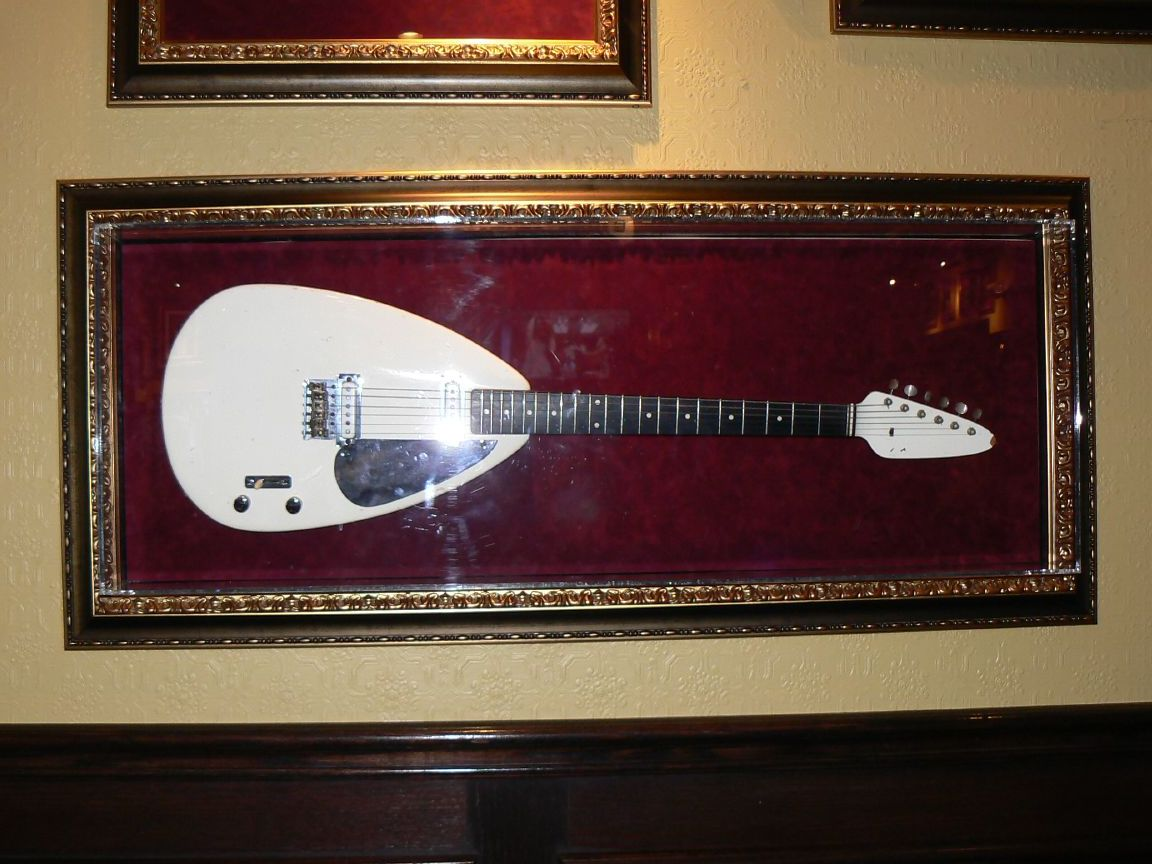
Kytara ve tvaru slzy, kterou Brianu Jonesovi darovala firma Vox.

Přesně měsíc poté, co byl vydán debutový singl, skupina poprvé vystoupila v televizním pořadu Thank Your Lucky Stars (česky: Děkujeme vašim šťastným hvězdám). Manažer Oldham skupinu nechal obléct do obleků, protože se obával, kdyby se skupina rozhodla v televizi vystoupit v jednoduchém oblečení dle vlastní volby, tak by ji zde nenechali zahrát. Skupina v pořadu zahrála píseň „Come On“, prezentovala tak svůj čerstvě vydaný singl. Pro britské hudební skupiny byly televizní pořady jako právě Thank Your Lucky Stars, Ready, Steady Go! nebo pozdější Top of the Pops velmi důležité pro vlastní sebepropagaci a strategicky cílené formy k upoutání pozornosti před takřka celým národem u televizních obrazovek. Během července skupina nahrála několik písní ve studiích Decca, byly to: „Poison Ivy“ a „Fortune Teller“, druhá jmenovaná píseň měla vyjít na singlu, ale kvůli nespokojenosti se zvukem nahrávky se firma Decca rozhodla o zrušení jejího vydání. Stones byli stále kapelou interpretující americké R&B, manažer Oldham proto motivoval zpěváka Micka Jaggera a kytaristu Keitha Richardse, aby společně začali skládat vlastní autorské písně. „Myslel jsem si, že když Mick umí napsat pohlednici Chrissie Shrimptonové a Keith hraje na kytaru, tak také budou moci psát písničky„, vysvětloval Oldham.
Úspěch singlu „Come On“ skupině otevřel dveře ke hraní mimo Londýn, počínaje koncertem 13. července 1963 v klubu Outlook v Middlesbrough, kde Rolling Stones hráli jako předkapela pop rockové skupiny The Hollies. Stones tak poprvé vystoupili v Severovýchodní Anglii. 26. října 1963 skupina absolvovala vystoupení v rozhlasovém pořadu BBC Saturday Club, kde živě zahrála Berryovy písně „Come On“, „Roll Over Beethoven“ a „Memphis, Tennessee“. Později v roce 1963 manažeři Easton a Oldham skupině uspořádali první velké koncertní turné po Velké Británii s americkými hvězdami Bo Diddleyem, Little Richardem a The Everly Brothers. Turné dalo kapele příležitost zdokonalit své ambice ve scénickém umění a představit se tak početnějšímu publiku. Během turné skupina nahrála svůj druhý singl, píseň „I Wanna Be Your Man“, kterou pro ně napsala autorská dvojice Lennon/McCartney. Píseň byla napsána a věnována skupině, když ji John Lennon a Paul McCartney navštívili ve studiu, protože oba členové Beatles rádi věnovali autorská práva svým přátelům k písním, které napsali. Singl se umístil na 12. příčce britské hitparády. „Byli jsme s nimi přátelé a já jsem si myslel, že „I Wanna Be Your Man“ by pro ně bylo dobré. Věděl jsem, že hrají věci od Bo Diddleyho. A dělali to dobře.“ Ještě téhož roku skupina Beatles nahrála vlastní verzi písně pro album With The Beatles, které vyšlo na sklonku listopadu 1963. V listopadu roku 1963 se skupina Rolling Stones objevila opět v televizním vysílání, tentokrát v televizním pořadu Ready, Steady Go! (česky: Připravit, pozor, teď!), shodou okolností v den atentátu na prezidenta Kennedyho, o jehož tragické smrti se vystupují umělci dozvěděli v zákulisí. V závěru roku skupina vystoupila v putneyské St. Mary's Hall, kde skupině předskakovala skupina The Who pod původním názvem The Detours.

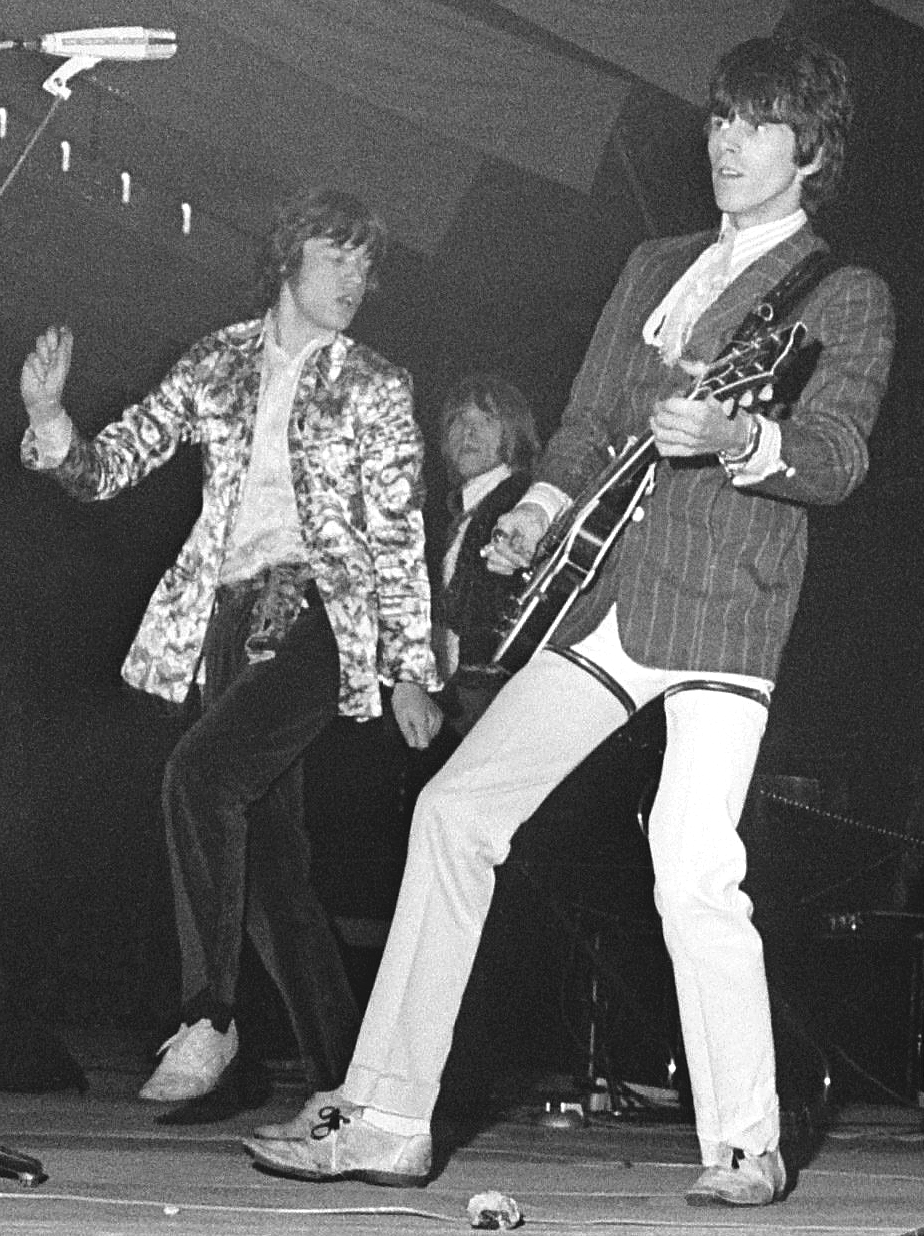
Mick Jagger (vlevo) a Keith Richards (vpravo) společně tvořili skladatelské duo Jagger/Richards po vzoru dvojice Lennon/McCartney.

1. ledna 1964 startoval na televizní stanici BBC One nový hudební pořad Top of the Pops, Rolling Stones zde vystoupili jako první s písní „I Wanna Be Your Man“, kterou pojali ve stylu drsného rhytm and blues se slide kytarou Briana Jonese. Na počátku roku 1964 skupina začala připravovat debutové album, skupina album zkomponovala výhradně z coververzí bluesových skladeb. „Tenkrát jsme hráli akorát samé převzaté věci. První album jsou samé převzaté věci. Pamatuji si, jak jsme říkali: Tak co teď? Přece neuděláme druhý album zase jen z převzatých věcí! Věděli jsme, že bychom narazili“, řekl později Mick Jagger. Oldhama čím dál víc znepokojovalo, že by kapela chtěla hrát písničky „černochů ve středním věku“. Chtěl oslovit hlavně mladší publikum, ale s takovým repertoárem tušil problémy. Jedinou písní, kterou společně napsali Jagger a Richards byla balada „Tell Me“, dvojice hudebníků ji napsala, když je manažer Oldham zamkl v kuchyni a odmítl jim odemknout do té doby než nenapíší vlastní píseň. Keith Richards na to vzpomíná: „Logika, kterou Andrew řídil, nám byla jasná: buďto si musíte chytit nějakého autora písniček, nebo s tím musíte začít sami, což bylo dost děsné pomyšlení. Tak nás posadil do místnosti a řekl: Odsud se nehnete, dokud nebudete mít písničku. Tak jsme tam s Mickem seděli a civěli na magneťák. Kouřili jsme. Nakonec se nám ale hrozně chtělo čůrat. Tak jsme honem něco slepili dohromady a zabušili na dveře. Andrew vstal od televize, my jsme mu vrazili pásek a vyběhli na záchod.“
Ještě předtím než debutové album šlo do prodeje firma Decca vydala první EP skupiny pod názvem The Rolling Stones, které se skládalo s několika coververzí, které skupina nahrála během dvou oddělených nahrávání v srpnu a listopadu roku 1963. Debutovému albu předcházel pilotní singl „Not Fade Away“ (3. místo na UK Singles Chart v UK, 48. místo na Billboard Hot 100 v USA) od Buddyho Hollyho, který vyšel jako první singl skupiny ve Spojených státech. Debutové album nazváno eponymním názvem The Rolling Stones (1. místo na UK Albums Chart v UK, 11. místo na Billboard Hot 200 v USA) vyšlo 16. dubna ve Spojeném království, o měsíc později vyšla americká verze alba pod názvem England's Newest Hit Makers, na kterém došlo ke změně několika písní. Krátce poté se skupina vypravila na první turné po Spojených státech, které nezaznamenalo větší úspěch, konalo se jen několik měsíců po zdejším explozivním úspěchu Beatles. Podle Wymana bylo turné katastrofou, sám o něm píše ve své knize: „Když jsme přijeli, neměli jsme [tam] žádný hit nebo cokoli, podle čeho by nás mohli znát.“ Když byla skupina pozvána do varietní show The Hollywood Palace, její hostující moderátor Dean Martin ji zesměšňoval jízlivými poznámkami na její zjev a vystoupení. Během turné skupina dva dny nahrávala ve studiích Chess v Chicagu, kde se setkala se svým idolem Muddym Watersem - „králem chicagského blues“. Během tohoto nahrávání skupina pořídila nahrávku písně „It's All Over Now“ (1. místo na UK Singles Chart v UK, 26. místo na Billboard Hot 100 v USA) od Bobbyho a Shirley Womackových.
Koncem října 1964 skupina společně se skupinou The Famous Flames v čele se zpěvákem Jamesem Brownem vystoupila na TAMI Show, což byla série představení prezentující britsko-americké hudebníky. Podle Jaggera: „Vlastě jsme nehráli s Jamesem Brownem, protože mezi jednotlivými natáčecími bloky byly několikahodinové pauzy. Nicméně Browna to velmi rozzlobilo.“ 25. října 1964 se Rolling Stones poprvé objevili v The Ed Sullivan Show. Kvůli ječení fanynek, které jejich vystoupení soustavně provázelo, je moderátor Ed Sullivan odmítl do pořadu znovu pozvat, ačkoliv tak později učinil ještě několikrát. Druhé americké album skupiny s číselným názvem 12 x 5 (3. místo na Billboard Hot 200 v USA) bylo vydáno během druhého amerického turné, na kterém skupina ono album propagovala. V té době byl Richards na nahrávkách Stones uváděn jako Richard. Pátý britský singl skupiny, coververze „Little Red Rooster“ od Willieho Dixona na straně A a „Off the Hook“ na straně B, singl se umístil na 1. místě ve Spojeném království. Jako autor druhé jmenované písně je uveden Nanker Phelge, což byl pseudonym za kterým se skrývala celá skupina. Singl „Little Red Rooster“ odmítlo vydavatelství London Records vydat ve Spojených státech. V prosinci 1964 ve Spojených státech vyšel singl „Heart of Stone“/„What a Shame“ (19. místo v USA), což byl vůbec první singl skupiny v obou případech výhradně složen dvojicí Jagger/Richards.

### The Rolling Stones No. 2 – Aftermath: 1965–1966

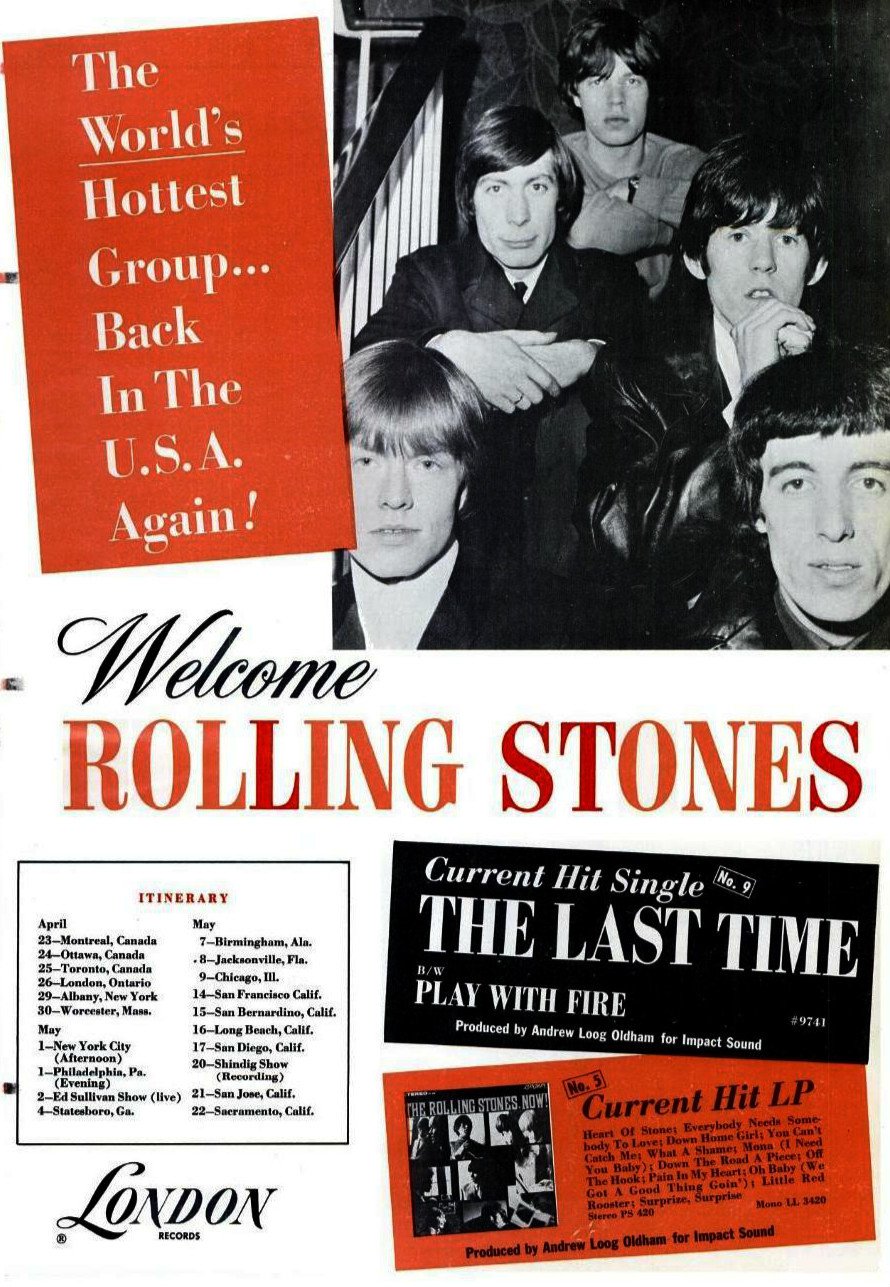
Reklamní inzerát na severoamerické turné skupiny z roku 1965

Začátek roku 1965 skupina strávila na třídenním irském turné, které zahrnovalo jak koncert v Belfastu v Severním Irsku, tak koncerty v Dublinu a Corku v Irské republice. Druhé britské album The Rolling Stones No. 2 vyšlo v lednu 1965 a dostalo se na vrchol hitparád, jeho americká verze vydaná v únoru pod názvem The Rolling Stones, Now! dosáhla 5. příčky americké hitparády. Album bylo nahráváno zčásti ve studiích Chess v Chicagu a zčásti v RCA Studios v Los Angeles. V lednu a únoru tohoto roku skupina absolvovala sérii 34 vystoupení v rámci turné Far East Tour, které zahrnovalo premiérové koncerty v Singapuru, Austrálii a Novém Zélandu, turné vidělo přibližně 100 000 diváků. Singl „The Last Time“, jenž byl vydán v únoru 1965, dosáhl 1. příčky v britských hitparádách jako první singl Rolling Stones napsaný výhradně dvojicí Jagger/Richards, ve Spojených státech dosáhl jen na 9. místo. Podle Richardse se jednalo „...o jakýsi průlom v přemýšlení, jak psát pro Stones. Byl to singl, který ukázal, jak na to.“ Následující turné po Spojených státech, které doprovázela hysterie a sní spojené výtržnictví publika, zásahy policie a vůbec špatná organizace koncertů. Výjimkou nebyl ani koncert z 6. května 1965 v Clearwateru na Floridě, kde se asi 200 mladých fanoušků pustilo do potyčky s policií, Rolling Stones stihli odehrát jen 4 písně, předtím než se v sále zavládl totální chaos a skupina musela opustit sál. Keitha Richardse již cestou na pokoj napadl slogan „(I Can't Get No) Satisfaction“ (česky „Nemůžu najít uspokojení“), na pokoji nahrál riff a poté usnul. Sám o vzniku písně píše ve své autobiografii Život: „Napsal jsem Satisfaction ve spánku. Neměl jsem ponětí, že jsem ji napsal, přišel jsem na to jen díky kazeťáku Philips. Jako zázrakem jsem si totiž vzpomněl, že jsem do něj večer dával novou kazetu, která pak byla ráno na konci. Přetočil jsem ji a byla tam Satisfaction - v hrubých rysech. A potom 40 minut mýho chrápání.“
Richards si původně představoval, že to bude jen pomocná linka pro dechovou sekci, která by se později přimíchala. Nicméně, finální verze nahrávky zůstala v původním znění s kytarovým riffem. Mick Jagger pak napsal k Satisfaction slova u plovárny hotelu Fort Harrison pár dní před tím, než ji skupina šla nahrát do studia. Text písně naráží na komercialismus a sexuální frustraci. Demo nahrávku písně „(I Can't Get No) Satisfaction“ skupina nahrála 10. května 1965 v chicagských studiích Chess a o dva dny poté vznikla oficiální nahrávka písně ve studiích RCA v Los Angeles, kde mj. vznikl materiál pro následující album Out of our Heads. Autoři s písní nebyli spokojeni, Keith Richards se obával, že je kytarový riff podobný skladbě „Dancing in the Street“ od skupiny Martha and the Vandellas, Mick Jagger zas poukazoval na to, že hlavní motiv textu připomíná slova z písně „30 Days“ od Chucka Berryho. Skupina proto rozhodla o hlasování, zdali píseň vydat či ne, Jagger a Richards byli proti, Wyman, Watts a Jones hlasovali pro. Singl „(I Can't Get No) Satisfaction“ se stal okamžitě po vydání hitem číslo jedna na obou stranách Atlantiku, kritici píseň přijali s nadšením; Carl Belz o ní prohlásil: „Fenomenální úspěch této desky, který z ní udělal v historii stylu klasické dílo, vycházel především z toho, že vysvětlil Micka Jaggera a Rolling Stones. Když Jagger popisoval svoji frustraci a odcizení, vyjadřoval pocity, které chovali jeho posluchači k okolnímu světu, a pomáhal jim rozumět, proč Stones vypadali a jednali určitým způsobem.“ „Byla to píseň, která opravdu vytvořila image Rolling Stones, změnila nás jako další kapelu na obrovskou, monstrózní kapelu... Má velmi chytlavý název. Má velmi chytlavý kytarový riff. Má skvělý kytarový zvuk, který byl v té době originální. A zachycuje ducha doby, který byl velmi důležitý u těch druhů písní... Což byl pocit odcizení“ , řekl o písní Mick Jagger.
Do povědomí posluchačů ve Spojených státech se píseň „(I Can't Get No) Satisfaction“ dostala zejména díky jejímu singlovému vydání, ve Spojeném království ji však vydavatelství Decca Records odmítlo vydat, proto ji prezentovala pirátská rádia, která sídlila na lodích okolo britských ostrovů. Skladba se umístila v různých anketách, časopis Rolling Stone ji umístil na 2. místo v žebříčku 500 nejlepších hitů všech dob, americká televizní stanice VH1 ji zas zařadila na 1. příčku seznamu 100 největších rock 'n' rollových hitů a dokonce národní knihovna Kongresu USA ji zaregistrovala do svého národního registru hudebních nahrávek. Její ikonický riff se umístil na 33. příčce na seznamu 50 nejlepších kytarových riffů všech dob časopisu New Musical Express. Píseň se stala nedílnou součástí koncertů Rolling Stones, ve většině případů ji skupina zahrála vždy na závěr vystoupení a hraje ji dodnes.

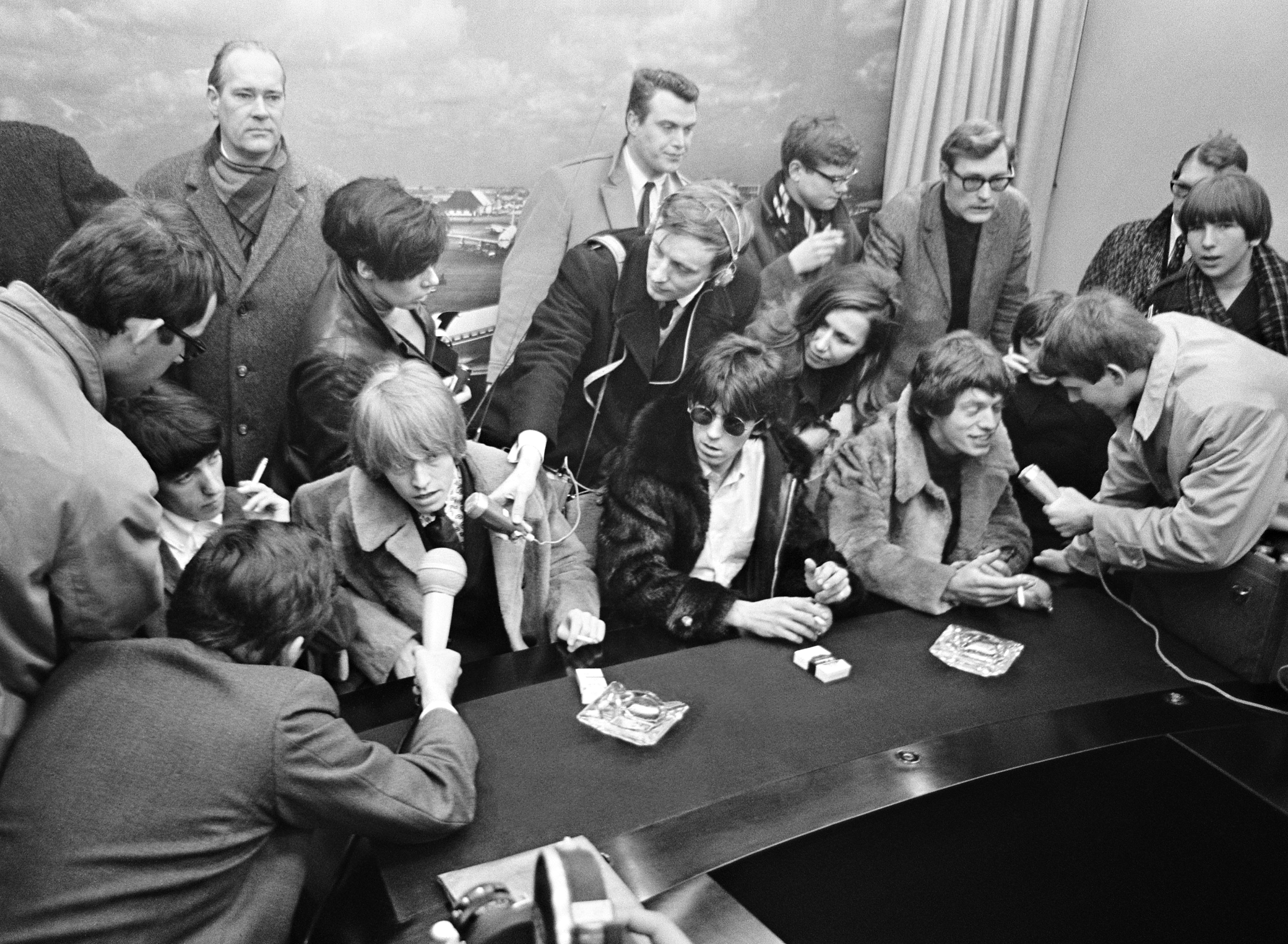
Stones během tiskové konference po příletu na amsterdamské letiště Schiphol, 24. března 1966

Několik dní poté, co vyšel singlový hit „Satisfaction“ bylo uvedeno na trh koncertní EP pod názvem Got LIVE If You Want It!, jež bylo nahráváno během několika koncertů v rámci březnové turné po Velké Británii, některé nahrávky z alba byly později použity na albech December's Children (And Everybody's) a Out of Our Heads. Následovala cesta do skandinávských zemí, kde skupina vůbec poprvé vystoupila v Norsku a Finsku, předtím zde vystoupila na přelomu března a dubna 1965 prvně v Dánsku a Švédsku. Počátkem července představil manažer Oldham členům skupiny Allena Kleina, kterého Oldham učinil obchodním manažerem The Rolling Stones, Klein měl v první řadě sjednat novou vydavatelskou smlouvu. Úkol splnil a Stones tak mohli 29. července 1965 podepsat novou nahrávací smlouvu Deccou a přesně den poté vydat nové americké album Out of Our Heads, v čele s hitem „(I Can't Get No) Satisfaction“. Album se skládalo především z cover verzí, pouze čtyři písně patřili autorské dvojici Jagger/Richards. Žánrově se jedná o rockové album reprezentované zejména populárními singly „The Last Time“ a „(I Can't Get No) Satisfaction“, které jsou dodnes považovány za „klasické rockové singly“ skupiny Rolling Stones. Na albu je také značný vliv černošského soulu, představovaný skladbami jako „Mercy, Mercy“ od Dona Covaye, „That's How Strong My Love Is“ od Otise Reddinga či „Good Times“ od Sama Cooka. Jednalo se o poslední studiové album vydané v Americe, které obsahovalo hlavně rhytm and bluesové cover verze; nadcházející album Aftermath bylo kompletně zkomponováno dvojicí Jagger/Richards. Album se umístilo na 1. místě americké hitparády Billboard Hot 200, časopis Rolling Stone jej v roce 2003 zařadil mezi 500 nejlepších alb všech dob na 116. místo. Počátkem září 1965 se skupina po krátké letní pauze vrátila na koncertní pódia, nejprve absolvovala menší irské turné, kde skupinu ve snímku Charlie Is My Darling zachytil režisér Peter Whitehead, dále skupina v rámci evropské turné poprvé koncertovala v Západním Německu a Rakousku. Během pobytu v Německu se zde Brian Jones seznámil s německo-italskou herečkou a modelkou Anitou Pallenbergovou, se kterou následně začal chodit. 24. září 1965 vyšla ve Spojeném království deska Out of Our Heads, avšak s zcela odlišným obalem a s písněmi, které nahradily některé písně z původního amerického vydání, např. populární singly „(I Can't Get No) Satisfaction“ a „The Last Time“ byly z britské verze vyřazeny a nahrazeny skladbami „Oh Baby (We Got a Good Thing Going)“ a „Heart of Stone“. Album se umístilo na 2. příčce britské hitparády, hned za albem Help! skupiny Beatles. Následující singl „Get Off My Cloud“ se stal hitem, jak v Velké Británii, tak ve Spojených státech, kde se v obou případech umístil na první příčce hitparád, v Británii se singl udržel na vrcholu 3 týdny a ve Státech o 9 týdnů déle. Repertoár z nového studiového alba kapela představila nejprve na britském turné, poté album prezentovala i americkému publiku na turné ve Spojených státech a Kanadě. Po vydání singlu „Get Off My Cloud“ přišlo na trh další americké album, jež bylo symbolicky pojmenováno December's Children (And Everybody's) podle data vydání, a sice 4. prosince 1965.

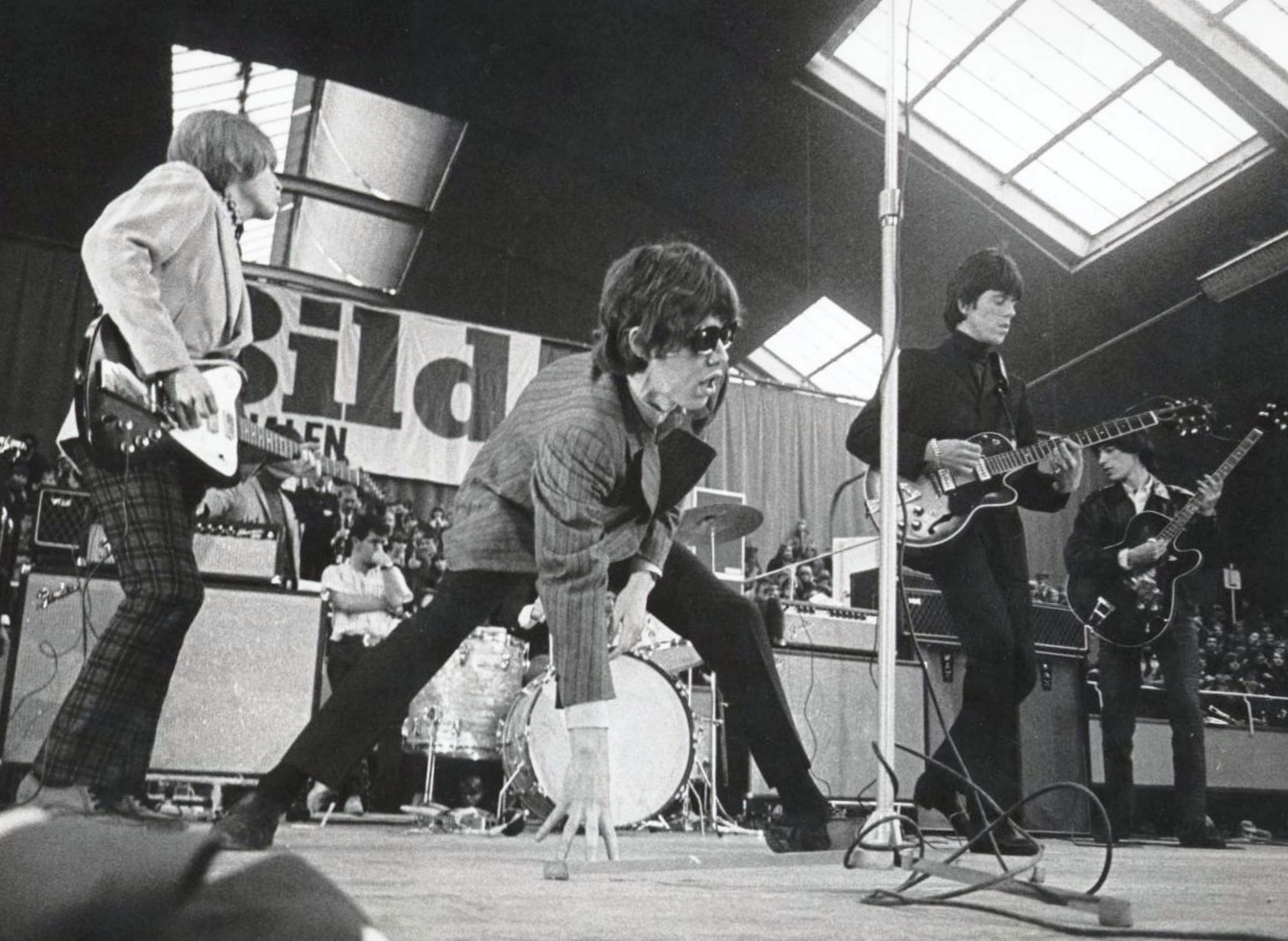
The Rolling Stones během koncertu v královské tenisové hale ve švédském Stockholmu, 3. dubna 1966

V roce 1966 Rolling Stones pokračovali v nahrávaní další studiové desky se zamýšleným názvem Could You Walk on the Water? (česky: Dokázali byste chodit po vodě?), mezitím v Británii vyšel singl „19th Nervous Breakdown“, jenž se umístil na 2. příčce hitparády, stejně tak o týden později v USA. V únoru 1966 se skupina vypravila na australsko-novozélandské turné, jehož itinerář zahrnoval australské koncerty v Sydney, Brisbane, Adelaide, Melbourne a Perthu a pak také dva novozélandské koncerty ve Wellingtonu a Aucklandu. 6. března 1966 se Stones vrátili do losangeleských studií RCA, aby zde po dobu 4 dní dokončili práce na čtvrtém britském a šestém americkém studiovém albu, na kterém práce započala již během prosince 1965. Během nahrávání této desky skupina vůbec poprvé začala experimentovat s exotickými hudebními nástroji, talentovaný Brian Jones tak do písní přispěl takovými nástroji jako sitárem („Paint It Black“), dulcimerem („Lady Jane“) nebo marimbou („Under My Thumb“). Žánrově se tak jedná o velmi rozmanitou nahrávku, která kombinuje prvky chicagského blues, popu, folku, country, psychedelie, barokního popu i hudby ze Středního východu. „Brian byl fantastický, když nahrával, protože byl tak [hudebně] všestranný. Zároveň do nahrávek přidával všechny ty další nástroje a další nápady, bylo to pak daleko barvitější. Byl to neuvěřitelně vynalézavý hudebník.“, prohlásil o Jonesově hudebním talentu a všestranném přístupu k různým hudebním nástrojům kytarista Keith Richards. 26. března 1966 zahájili Rolling Stones koncertem v nizozemském Den Bosch své doposud největší evropské turné, které čítalo celkem 12 koncertů; jednalo se převážně o koncerty ve Francii (Paříž, Marseille a Lyon), dále pak v Belgii (Schaerbeek), Švédsku (Stockholm) a Dánsku (Kodaň). Koncertní repertoár představoval zejména skladby z tehdy stále aktuálního alba Out of Our Heads, dále pak velmi úspěšné singly, které doplnil nejnovější „19th Nervous Breakdown“. Koncerty nabyly na agresivitě, publikum na koncertech napadalo policii a dokonce vrhalo dýmovnice směrem k jevišti, policie proto posílala několik výtržníků do vazby. Mick Jagger to chápal jako „...dávání najevo svoji určitou sílu a nespokojenost s něčím...“, jak se také nechal slyšet během diskuse v televizním pořadu The Look of the Week (volně přeloženo: Co týden přinesl) stanice BBC One.
V polovině dubna 1966 vyšla britská verze studiového alba pod názvem Aftermath, původně zamýšlený název Could You Walk on the Water? (česky: Dokázali byste chodit po vodě?) nebyl použit, protože se vedení z amerického vydavatelství London obávalo, že by to někteří lidé pochopili jako narážku na Ježíše Krista, který údajně uměl chodit po vodě a urazila by se tak většina amerických křesťanů. K nepoužitému názvu byl pro album vytvořen i obal, jenž byl později využit pro první kompilační album Big Hits (High Tide and Green Grass), představuje snímek zachycující členy skupiny hledící na hladinu vody; ale přesto celková idea s použitím názvu Could You Walk on the Water? byla definitivně „smetena ze stolu“. Album Aftermath sklidilo nadšené recenze od kritiků a to zejména proto, že se jednalo o první album Rolling Stones složené výhradně z vlastních písní, je proto chápáno jako první klasické album Rolling Stones. Deska se Velké Británii dostala na 1. příčku hitparády, zařadila se na několik seznamů nejlepších alb všech dob, včetně seznamu 500 nejlepších alb všech dob časopisu Rolling Stones, kam ho časopis zařadil v roce 2003 na 108. místo. Počátkem května 1966 vyšel britský singl „Paint It Black“, v nahrávce je slyšet patrný vliv indické hudby představovaný sitárem, po textové stránce se jedná o smutný příběh o muži, který truchlí nad smrtí svého blízkého přítele a netouží po ničem jiném než nevidět žádné barvy, píseň byla mj. chápána jako protest proti válce ve Vietnamu, ačkoliv tak sami autoři o písni neuvažovali. Singl se v britské i americké hitparádě dostal na 1. místo.
V polovině roku pak Stones zahájili severoamerické turné na podporu alba Aftermath, které posléze vyšlo (avšak v odlišné verzi) také ve Spojených státech. Zatímco ve Velké Británii vyšla píseň „Paint It Black“ jako pilotní singl britského vydání alba Aftermath, ve Spojených státech jím byla píseň „Mother's Little Helper“, která jako jedna z prvních popových písní otevřeně diskutovala o problematice zneužívání léků na předpis. Americké turné se opět potýkalo s organizačními problémy, policie mnohokrát zasahovala proti nevyzpytatelnému davu, přesto se energické koncerty Rolling Stones staly mezi mladými lidmi velmi populární. Po turné se skupina po dobu 8 dní zdržela ve studiích RCA v L.A., kde se kromě nahrávání nového singlu „Have You Seen Your Mother, Baby, Standing in the Shadow?“ pustila také do příprav dalšího studiového alba. V září 1966 skupina absolvovala turné po Velké Británii propagující album Aftermath, se skupinou tehdy jako předkapely vystupovali Ike & Tina Turner a The Yardbirds. Na tomto turné skupina premiérově vystupovala s písní „Have You Seen Your Mother, Baby, Standing in the Shadow?“, která vyšla v září 1966 jako pilotní singl britského vydání kompilace Big Hits (High Tide and Green Grass). Tento singl se nesl v duchu několika prvenství: jedná se o první singl Stones, ve kterém byly použity dechové nástroje; je to jeden z prvních singlů, kde byla použita kytarová zpětná vazba; a navíc k němu byl natočen jeden z prvních videoklipů skupiny, režírovaný Peterem Whiteheadem. Satirický videoklip představoval členy skupiny v dámském oblečení připomínající tzv. drag queens. Tento singl, jenž se dostal do top 10 zároveň propagoval kompilační album Big Hits (High Tide and Green Grass), které vyšlo v listopadu 1966 ve Spojeném království a prodalo se jej více než dva miliony kopií, což z něj učinilo dvojplatinové album. Během posledních dvou měsíců roku 1966 skupina usilovně pracovala na následujícím studiovém albu a v královském parku Primrose Hill pořídila snímek pro obal, jehož autorem je fotograf Gered Mankowitz. V prosinci 1966 uvedla na trh společnost London Records ve Spojených státech vůbec první koncertní album s názvem Got LIVE If You Want It!, které bylo nahráno na koncertech v Londýně, Bristolu a Manchesteru. Album sklidilo spíše negativní recenze, především kvůli špatné kvalitě zvuku.

### Between the Buttons – Beggars Banquet: 1967–1968
V lednu 1967 vyšla deska Between the Buttons, na 3. místě v Británii a na 2. v USA. Jednalo se o poslední desku Stones, na které se jako producent podílel Andrew Oldham. Jeho roli manažera skupiny převzal již v roce 1965 Allen Klein. Richards vzpomínal: „S Deccou měla být uzavřena nová smlouva... a [Klein] řekl, že to dokáže.“ Americká verze alba obsahovala dvojitý A-strana singl „Let's Spend the Night Together“ a „Ruby Tuesday“, který se dostal na 1. místo v USA a na 3. místo ve Velké Británii. Propagovat nový singl přiletěla skupina do New Yorku, kde vystoupila v The Ed Sullivan Show. Ed Sullivan skupinu donutil, aby změnila slova v refrénu písně „Let's Spend the Night Together“ (česky: Pojďme strávit noc spolu), jejíž název se mu zdál příliš provokativní, přikázal tedy změnit slova v refrénu na „Let’s Spend Some Time Together“ (česky: Pojďme strávit nějaký čas spolu). Jagger se při zpěvu pozměněného refrénu pitvořil a obracel oči v sloup.
Na začátku roku 1967 začaly Jaggera, Richardse a Jonese pronásledovat úřady kvůli jejich rekreačnímu užívání drog, poté, co bulvární týdeník News of the World zveřejnil sérii článků s názvem „Popové hvězdy a drogy: fakta, která vás šokují“. Články popisovaly večírky pořádané kapelou The Moody Blues, na kterých se užívalo LSD a na které chodily hvězdy jako kytarista The Who Pete Townshend, bubeník Cream Ginger Baker. První článek byl zaměřený na Donovana (který byl brzy poté zatčen a obviněn), druhý článek (zveřejněný 5. února) na Rolling Stones. Reportér, který článek napsal, strávil večer v londýnském klubu Blaise's, kde si jeden ze členů Rolling Stones vzal údajně několik tablet amfetaminu, ukázal mu kusy hašiše a nakonec ho pozval do svého bytu na „čouda“. Článek tvrdil, že se jednalo o Micka Jaggera, ve skutečnosti šlo o Briana Jonese, který se reportérovi v žertu představil jako Mick Jagger. Dva dny po zveřejnění článku podal Jagger na časopis trestní oznámení za urážku na cti.
O týden později 12. února vtrhla sussexská policie na soukromý večírek v domě Keitha Richardse, v Redlans. Údajně dostali tip od Richardsova řidiče. Policie zabavila několik věcí. Nikdo sice nebyl zatčen, ale Jagger, Richards a jejich přítel Robert Fraser byli obviněni ze zneužívání drog. Andrew Oldham se bál zatykače, proto utekl do Ameriky. Richards k tomu později dodal: „Až teprve po tom zátahu v Redlans jsem si uvědomil, že zábava skončila. Že už hrajeme na úplně jiném hřišti. Od té doby přestal být Londýn tím skvělým místem, kde jste mohli dělat, co jste chtěli.“ Na adresu muže, který je udal, ještě dodal: „Slyšel jsem, že už pak nikdy nechodil tak jako dřív.“
V březnu 1967, v době, kdy kapela čekala na důsledky policejní razie, odcestovali Jagger, Richards a Jones do Maroka. Doprovázely je Jaggerova přítelkyně Marianne Faithfull a Jonesova přítelkyně Anita Pallenberg. Během tohoto výletu skončil vášnivý a bouřlivý vztah Jonese a Anity Pallenberg, která Maroko opustila s Richardsem. Richards k tomu později dodal: „To byl poslední hřebíček do rakve ve vztazích mezi mnou a Brianem. Nikdy mi to neodpustí a já mu to nezazlívám, stejně se hovno stane.“ Vztah mezi Richardsem a Pallenbergovou vydržel dvanáct let. Navzdory těmto komplikacím skupina úspěšně absolvovala evropské turné v březnu a dubnu 1967. Turné zahrnovalo vůbec první koncerty v Polsku, Řecku a Itálii. Zároveň to bylo poslední turné skupiny až do roku 1969.
Dne 10. května 1967 – ve stejný den, kdy byla na Jaggera, Richardse a Fraser vznesena obvinění v souvislosti s razií v Redlans – vtrhla policie do domu Briana Jonese. Brian byl zadržen za držení marihuany. Tři z pěti členů Rolling Stones teď čelili policejním obviněním. Dne 29. června byl Jagger odsouzen na tři měsíce za držení čtyř amfetaminových tablet. Richards byl shledán vinným z toho, že umožnil kouření marihuany na svém pozemku. Za to si vysloužil rok vězení. Oba byli uvězněni, ale na základě podaného odvolání byli druhý den propuštěni. Na propuštění měl vliv i slavný článek Timesů s titulkem „Kdo chce natahovat motýla na skřipec?“, jehož autor byl vůči trestu ostře kritický. Tvrdil, že Jaggera stihl daleko tvrdší trest, než by postihl kteréhokoli anonymního mladíka.
Během doby, kdy se čekalo na výsledek odvolání, kapela nelenila a nahrála singl „We Love You“. Bylo to poděkování fanouškům, které začíná zvukem zaklapnutí vězeňských dveří. Klip obsahuje narážky na odsouzení Oscara Wilda. Dne 31. července zrušil odvolací soud Richardsovo odsouzení a Jagger vyvázl s podmínkou. Odvolání Briana Jonese v prosinci skončilo pokutou tisíc liber, tříletým zkušebním obdobím a nařízením o vyhledání odborné pomoci.
V prosinci 1967 vyšla deska Their Satanic Majesties Request (třetí v Británii, druhá v USA), bohužel krátce po Sgt. Pepper's Lonely Hearts Club Band od Beatles. Deska vznikala v těžkých podmínkách, protože Jagger, Richards a Jones museli řešit soudní řízení. Kapela se při nahrávání už zcela zbavila Andrewa Oldhama. Rozchod byl přátelský, alespoň podle tisku. Nicméně v roce 2000 k tomu Jagger dodal: „Důvodem, proč Andrew odešel, bylo to, že si myslel, že už se nedokážeme plně soustředit na práci a že jsme stále více dětinští. Opravdu to nebylo příjemné – a myslím, že to nebylo příjemné ani jemu. Tehdy tam bylo spoustu rušivých elementů, ale my vždycky budeme potřebovat někoho, kdo nás dokáže nasměrovat tou správnou cestou. To byla jeho práce.“
Satanic Majesties se tak stalo prvním albem, které si Stones produkovali sami. Bylo také první deskou, která vyšla ve stejné verzi na obou stranách Atlantiku. Její psychedelický zvuk doplňuje obal, na kterém je 3D fotografie Michaela Coopera, autora fotografie slavného obalu desky Sgt. Pepper’s Lonely Hearts Club Band. Bill Wyman si sem napsal a zazpíval písničku „In Another Land“, která pak vyšla jako singl. Byla první, na které Jagger nezpívá hlavní hlas.
První měsíce roku 1968 strávila kapela prací na dalším albu. Z těchto nahrávacích sessions vzešel hit „Jumpin' Jack Flash“, který vyšel jako singl v květnu. Jeho zvuk, stejně jako zvuk celého alba Beggars Banquet (třetí v Británii, páté v USA), je směsí country a blues. Kapela se tak vrátila ke svým kořenům. S touto deskou také začala spolupráce s producentem Jimmy Millerem. Za zmínku stojí známé písničky „Street Fighting Man“, věnovaná politickým otřesům května 1968, a titulní „Sympathy for the Devil“.
Deska Beggars Banquet sklidila po svém vydání velmi příznivé kritiky. Richards k tomu řekl: „Věci na Satanic Majesties se hodně liší od těch na Beggars Banquet. Byl jsem už k smrti otrávenej těma sračkama, co do nás valil guru Maharishi, všema těma korálkama a zvonečkama. Kdoví odkud se to všechno vzalo, ale myslím, že ta muzika byla reakcí na to, co jsme v té době prožívali. Pak ale přišla pořádná porce reality. Pobyt ve vězení… Jistě, dá vám to prostor k přemýšlení… Byl jsem kurva nasranej na to, že nás zavřeli. Dobře pudeme dál a tyhle věci od sebe odkopneme. V muzice z týhle doby je pořádná dávka zloby.“ V této době začal Richards používat otevřeném ladění (často ve spojení s kapodastrem). Od roku 1969 často používá otevřené pětistrunné G ladění (bez šesté struny), které je slyšet na singlech „Honky Tonk Women“, „Brown Sugar“ (Sticky Fingers, 1971), „Tumbling Dice“, „Happy“ (Exile on Main St., 1972) a „Start Me Up“ (Tattoo You, 1981).
Na konci roku 1968 natočili Stones sérii koncertů v cirkusové šapitó nazvanou Rock and Roll Circus. Zahráli si tu John Lennon, Yoko Ono, The Dirty Mac, The Who, Jethro Tull, Marianne Faithfull a Taj Mahal. Koncert Stones nedopadl podle jejich představ, proto také Cirkus vyšel až po 28 letech.

### Let It Bleed: 1969–1970
Rostoucí problémy Briana Jonese vedly k tomu, že na nahrávání Beggars Banquet skoro vůbec nechodil. Jagger pak řekl, že Jones „neměl na to, aby vedl takový způsob života“. Jeho soustavné užívání drog mu znemožnilo získat americké vízum. Celé kapele tak znemožnil vyjet na další americké turné. Ostatní členové donutili Jonese říct: „Odcházím z kapely, ale pokud budu chtít, můžu se kdykoli vrátit.“ 3. července 1969 – méně než měsíc od svého odchodu z Rolling Stones – se Brian Jones utopil v bazénu na zahradě svého domu.

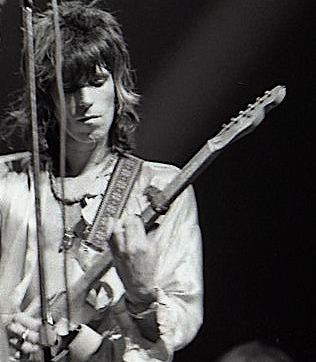
Keith Richards, 1972

Dva dny po Brianově smrti odehráli Rolling Stones koncert v londýnském Hyde Parku. Měla to být pocta Brianovi, na kytaru si tu se Stones poprvé zahrál Mick Taylor, vstup byl zdarma. Koncertu se zúčastnilo asi čtvrt milionu fanoušků. Vystoupení bylo nafilmováno a britská televize ho odvysílala pod názvem Stones in the Park. Jagger tu přečetl elegii Adonaïs od Percy Bysshe Shelleyho a na památku Briana vypustil tisíce motýlů. Na koncertě poprvé zazněla živá verze písničky „Honky Tonk Women“, která právě vyšla jako singl. Sam Cutler, který jejich koncert uváděl, pronesl na začátku pouze: „Dámy a pánové, nejlepší rock’n’rollová kapela na světě.“ – takto se taky jejich koncerty uváděly na turné po spojených státech v roce 1969. Tahle nálepka vlastně zůstala skupině až dodnes.
Další deska Let It Bleed (první v Británii, v USA) vyšla v prosinci 1969. Byla poslední deskou, kterou Stones vydali v šedesátých letech. Obsahuje skladbu „Gimme Shelter“, kterou novinář Greil Marcus později označil za „nejlepší rock’n’rollovou nahrávku všech dob“. Hlavní ženský hlas v Gimme Shelter patří zpěvačce Merry Clayton. Ve skladbě „You Can’t Always Get What You Want“ si zase zazpíval Bachův londýnský sbor (The Bach Choir pod vedením Davida Willcockse). Sice požádal o odstranění jména sboru z obalu desky, protože byl údajně zděšený ostatním obsahem, ale později vzal žádost zpět. Za zmínku ještě stojí cover verze skladby Roberta Johnsona „Love in Vain“ a skladba „Midnight Rambler“. Brian Jones si tu zahrál ve dvou skladbách, stejně tak Mick Taylor.
Krátce po turné po spojených státech uspořádali Stones festival na závodním okruhu v Altamontu asi 60 kilometrů od San Francisca. Stones se cítili dotčeni, že je nikdo nepozval na slavný Woodstock, tak si uspořádali vlastní akci. Za ochranku si Stones najali motorkářský gang Hells Angels. Osmnáctiletý student Meredith Hunter byl ale touto ochrankou (Alanem Passarem) ubodán k smrti poté, co se zjistilo, že je ozbrojený. Část altamontského vystoupení Stones je zachycen ve filmu Davida Mayslese Gimme Shelter. Jako odpověď na rostoucí popularitu bootlegových nahrávek vydala skupina živé album Get Yer Ya-Yas Out! (první v Británii, šesté v USA). Kritik Lester Bangs ho dokonce označil za nejlepší živou desku všech dob.
Na přelomu dekády si Rolling Stones zahráli v živé show Pop Go The Sixties, kterou BBC vysílala 1. ledna 1970. V průběhu roku 1970 měly také vypršet smlouvy s manažerem Allenem Kleinem i se společností Decca. Během smluvních sporů s Kleinem si skupina založila svoji vlastní nahrávací společnost Rolling Stones Records. Jejich deska Sticky Fingers (první v Británii i Spojených státech) se stala první, kterou tato nová společnost vydala. Album vyšlo v březnu 1971, obal k němu vytvořil Andy Warhol. Deska obsahuje dva z jejich nejznámějších hitů „Brown Sugar“ a pomalou „Wild Horses“. Obě byly nahrané ve studiích v Alabamě během jejich amerického turné v roce 1969. Album je opět ovlivněno blues a je prvním albem, na kterém si ve všech skladbách zahrál Mick Taylor.

### Sticky Fingers – Exile on Main St.: 1971–1972
Neúprosná britská daňová politika přinutila Stones opustit po vydání Sticky Fingers Anglii a přesunout se do jižní Francie, kde si Keith Richards pronajal vilu Nellcôte. Volné pokoje pronajímal členům kapely a doprovodnému personálu. Skupina ve své době vlastnila kamion s nahrávacím studiem uvnitř, známý jako Rolling Stones Mobile Studio. Tady vznikaly jednak nové nahrávky, jednak se tu dokončovaly věci nahrané v Sun Set studiích v Los Angeles během amerického turné v roce 1969. Výsledkem bylo dvojalbum Exile on Main St. (první v Británii i Spojených státech), které vyšlo v květnu 1972. Dosud je považováno za jednu z nejlepších desek Stones. Během této doby vznikaly filmy Cocksucker Blues (nikdy nebyl oficiálně vydán) a Ladies and Gentlemen: The Rolling Stones, které dokumentují jejich Severoamerické „STP“ turné. Stones se tu objevují i mimo koncerty se suitou svých přátel.

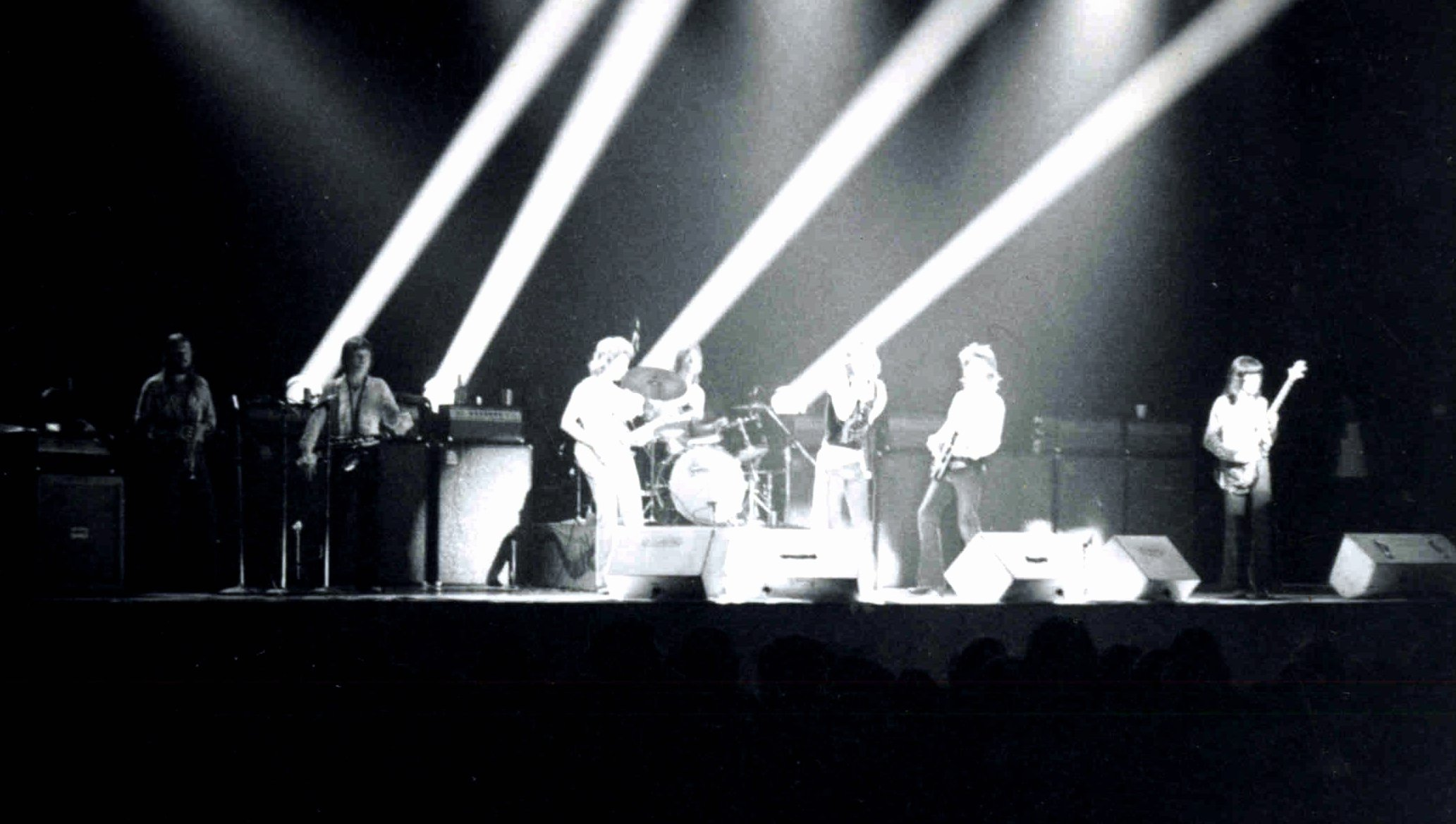
Rolling Stones v roce 1972

V listopadu 1972 si kapela k nahrávání další desky vybrala studia v metropoli Jamajky, Kingstonu. Deska, která vyšla v roce 1973, dostala název Goats Head Soup (první v Británii i Spojených státech). Prodej alba podporoval pomalý hit „Angie“. Deska se stala první z řady desek Stones, které se sice velmi dobře prodávaly, ale sklízely pouze vlažné reakce. Spousta nahraného materiálu ze session ve studiích na Jamajce se na desce vůbec nepoužilo. Příkladem je „Waiting on a Friend“, která vyšla až o osm let později na desce Tattoo You.

### Goats Head Soup–It's Only Rock'n Roll:1973–1974
Nahrávání byla ale přerušena dalším právním sporem kvůli drogám, který ještě souvisel s jejich pobytem ve Francii, kde byl na Richardse vydán zatykač. Ostatní členové se ještě do Francie krátce vrátili, aby se účastnili výslechů. Tato kauza a Jaggerova odsouzení k pokutám za drogy (v roce 1967 a 1970) komplikovalo plánování turné po zemích kolem Tichého oceánu. Skupina nesměla do Japonska ani do Austrálie. Následovalo evropské turné (září/říjen 1973), které ale nemohlo zamířit do Francie. Před tímto turné byl Richards ještě jednou zatčen, tentokráte v Anglii.
Skupina si k dalšímu nahrávání vybrala studia v Mnichově, kde také spatřilo světlo světa album It's Only Rock'n Roll (druhé v Británii, první ve Spojených státech). Toto album už neprodukoval Jimmy Miller, který měl také problémy s drogami. Produkce se tedy ujali Jagger a Richards, kteří se na obalu pojmenovali jako „The Glimmer Twins“. Album i stejnojmenný singl se staly hity.
Ke konci roku 1974 se začal vzpouzet Mick Taylor. Kapela byla v situaci, kdy nemohla normálně fungovat, někteří členové měli zakázaný vstup do některých zemí, což komplikovalo plánování koncertních turné. Závislost na heroinu navíc brala Richardsovi veškerou kreativitu a chuť do práce. Taylor navíc cítil, že jeho vlastní nápady zůstávají nepovšimnuty. Na konci roku 1974, když už byly zamluvené termíny ve studiích v Mnichově, opustil Taylor Rolling Stones. V roce 1980 k tomu dodal: „Už jsem toho měl plné zuby. Navíc jsem chtěl hrát trochu něco jiného... V té době prostě nikomu nešlo psát ani skládat písničky. Přinutil jsem se a začal jsem psát, což ovlivnilo moje rozhodnutí odejít... Jsou lidé, kteří se prostě dovedou vézt na cizím úspěchu, a pak jsou lidé, kterým to nestačí. A mně to prostě nestačilo.“

### Black and Blue: 1975–1976

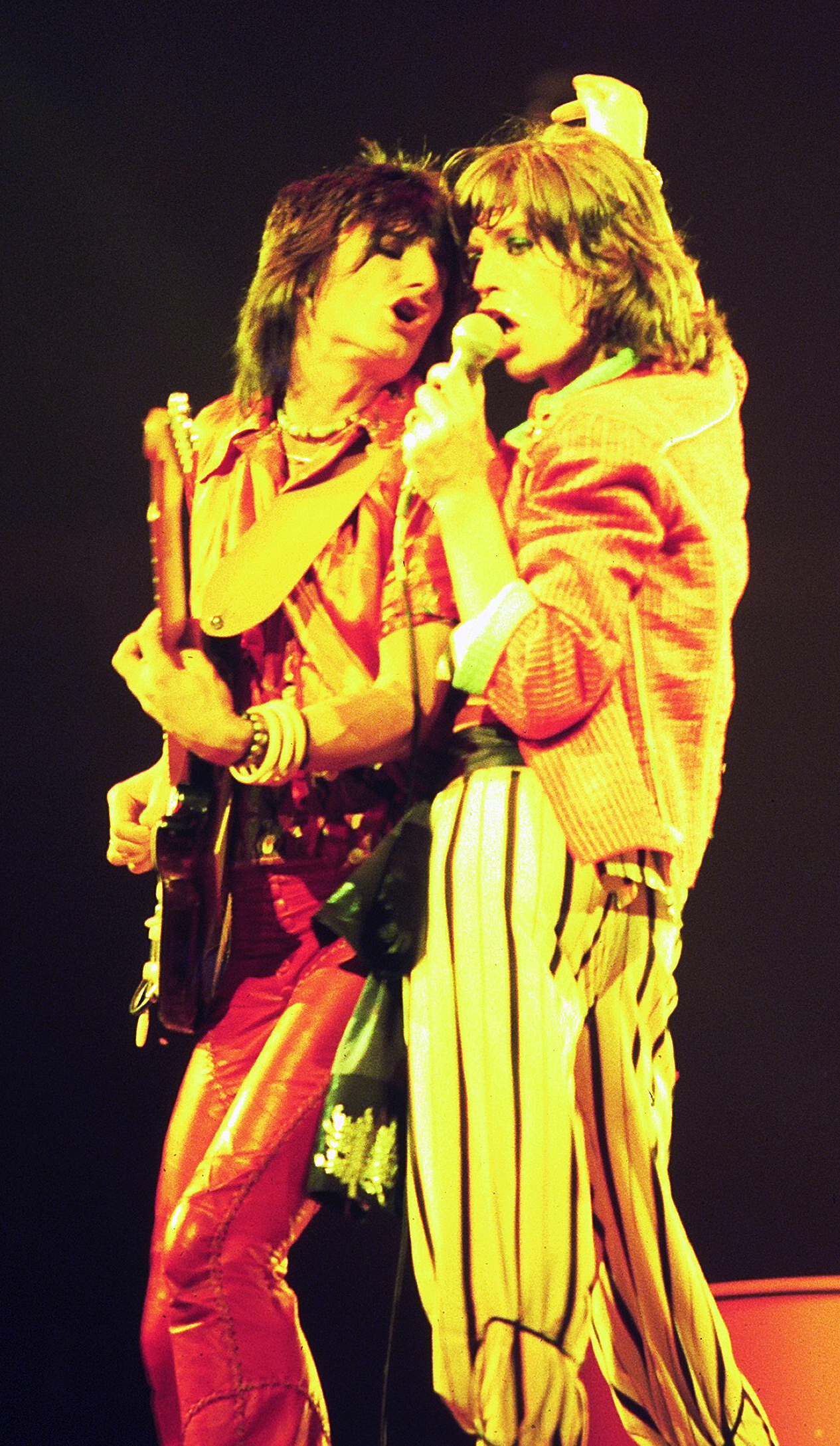
Ronnie Wood (vlevo) a Mick Jagger (vpravo), 1975

Na dalším nahrávání – tentokráte v Mnichově – se Stones pokoušeli najít dalšího kytaristu. Byli přizván Peter Frampton, leader kapely Humble Pie, a také například bývalý člen Yardbirds, kytarový virtuos Jeff Beck. I když Beck a irský bluesrockový kytarista Rory Gallagher později uvedli, že sice s kapelou zahráli, ale nevěděli, že jsou na konkurzu na dalšího kytaristu Stones. Při nahrávání v Mnichově se ve studiu ještě také mihli američtí kytaristé Shuggie Otis a Harvey Mandel. Richads i Jagger k tomu později uvedli, že si tehdy hodně přáli, aby Stones přestali být ryze britskou kapelou. Když se ale objevil Ronnie Wood, shodli se všichni, že on je tou správnou volbou.
Wood už se Stones nahrával a odehrál i několik koncertů a na vznikajícím albu si zahrál kytaru v písni „It's Only Rock 'n' Roll“, jíž je také spoluautorem. Mick Jagger mu hraní se Stones nabízel už dříve, Wood ale tehdy odmítl, protože hrál s kapelou The Faces. Wood se ke kapele připojil na jejím koncertním turné po Spojených státech v roce 1975. Oficiálně to bylo potvrzeno o rok později, kdy se také rozpadli The Faces. Na rozdíl od ostatních členů kapely dostával Wood pravidelnou mzdu. To vydrželo dvě desetiletí až do doby, kdy kapelu opustil Bill Wyman. Teprve potom dostával stejné peníze jako zbývající členové Stones.
V roce 1975 odstartovali v New Yorku Stones své americké turné. Součástí koncertů byl obří nafukovací falus umístěný na pódiu a také houpačka, na které se Jagger houpal nad zraky diváků. Po turné si skupina objednala živou nahrávku z torontského klubu El Mocambo. Byla teprve druhou živou nahrávkou od vydání Get Yer Ya-Yas Out!. Album vyšlo až v roce 1977 a dostalo název Love You Live (třetí v Británii, páté ve Spojených státech).

### Some Girls:1977–1978

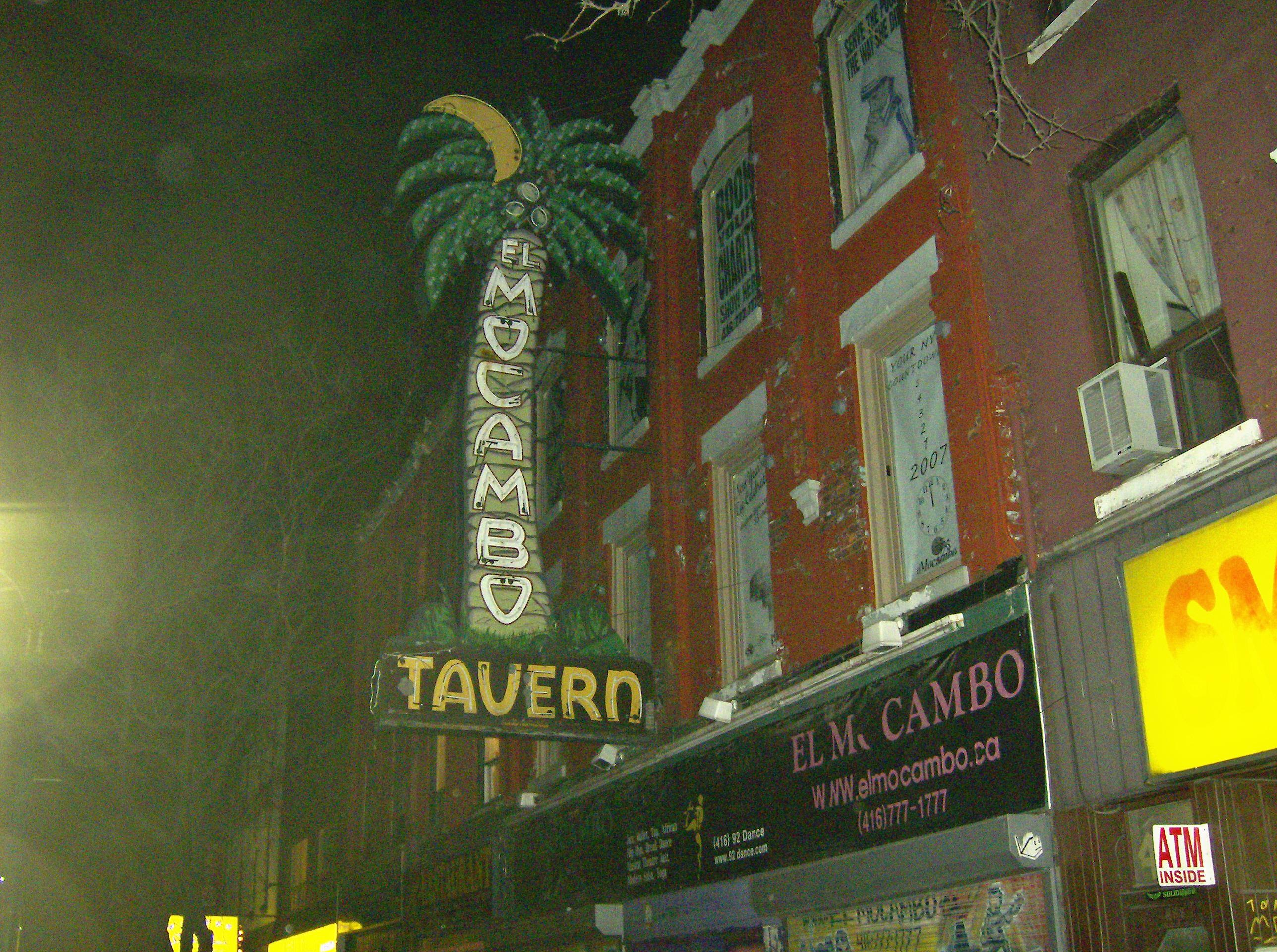
Klub El Mocambo, kde Stones nahráli svou druhou živou desku

Richardsův příjezd do Toronta se ale zpozdil, ani zbytek kapely nevěděl, kde je. Důvodem bylo jeho zadržení kanadskou policií hned po příletu. U Richardse se tehdy našla opálená lžíce a pár kousků hašiše. Tři dny po propuštění zadržela policie Anitu Pallenberg kvůli 22 gramům heroinu, které se našly v Richardsově hotelovém pokoji. Richards byl obvinění za pašování drog do Kanady, za což mu hrozilo až sedm let vězení. Podařilo se mu ale dokázat, že si drogy opatřil až po příjezdu do Kanady.
Navzdory těmto nepříjemnostem si kapela v Torontu zahrála dva koncerty. To ale vedlo k dalšímu skandálu, když se nastávající manželka kanadského premiéra Pierra Trudeau nechala vidět na jednom divokém večírku, které Stones po koncertech pořádali. Celá aféra skončila rozpadem manželství. Charlie Watts k tomu později ironicky poznamenal: „Ani své ženě bych nechtěl dovolit, aby se s námi paktovala.“ Tyto dva koncerty v klubu El Mocambo ovšem měli zůstat veřejnosti utajeny. Klub El Mocambo pouze zveřejnil, že si na celý týden klub pronajímá kanadská skupina April Wine. Místní rozhlasová stanice dokonce pořádala soutěže o lístky na koncerty April Wine. Jaké asi muselo být překvapení výherců lístků, když se ocitli na téměř soukromém koncertě Rolling Stones?
Soudní řízení proti Richardsovi se vleklo více než rok. Nakonec skončilo podmínkou a povinností odehrát dva charitativní koncerty v Oshawě. Na obou koncertech si zahráli jak Stones, tak i skupina The New Barbarians, kterou dal dohromady Ronnie Wood a se kterou také nahrál svoji poslední sólovou desku. Richards se k této skupině rád připojil. Tyto nepříjemnosti posílily Richardsovo odhodlání přestat užívat heroin. Cesta odvykání ale vedla přes rozchod s Anitou Pallenberg. Jejich vztah se po smrti jejich třetího dítěte stejně ocitl někde hluboko pod bodem mrazu. Navíc Anita se nedokázala a asi ani nechtěla zbavit své závislosti na heroinu. Během doby, kdy si Richards řešil své soudní a osobní problémy, vedl Mick Jagger dál svůj kosmopolitní životní styl. V té době býval pravidelným návštěvníkem newyorského disko klubu Studio 54, často v doprovodu modelky Jerry Hall. Jeho manželství s Biancou Jagger už stejně léta nefungovalo.
Navzdory nehasnoucí popularitě kapely v první polovině sedmdesátých let, hudební kritici začali o kapele psát nelichotivě. Prodeje desek také zrovna neplnily očekávání. Koncem sedmdesátých let, s rostoucí popularitou punku, si Rolling Stones vysloužili nálepku dekadentních stárnoucích milionářů. Vše se ale změnilo v roce 1978, kdy vyšla deska Some Girls (druhá v Británii, první v USA). Na albu jsou hitovky jako „Miss You“, country balada „Far Away Eyes“, Keithova „Beast of Burden“ a „Shattered“. Písně jsou rychlé, jednoduché a stojí na kytarových riffech. Byly tak dobrou odpovědí na punkovou jednoduchost. Úspěch desky vyvolal vlnu popularity u mladšího publika.

### Emotional Rescue: 1979–1980
Následující deska Emotional Rescue vyšla v roce 1980 a navázala na úspěch Some Girls. Nahrávání alba bylo dost zmatené, za což mohl vyhrocený vztah Jaggera a Richardse. Richards, který byl stále závislý na heroinu, chtěl vyjet v létě a na podzim roku 1980 na koncertní turné, které by propagovalo právě vydanou desku, Jagger to ale odmítl. Deska Emotional Rescue se vyšplhala až na vrchol hitparád na obou březích Atlantiku a titulní píseň byla ve Spojených státech třetí.

### Tattoo You: 1981–1982

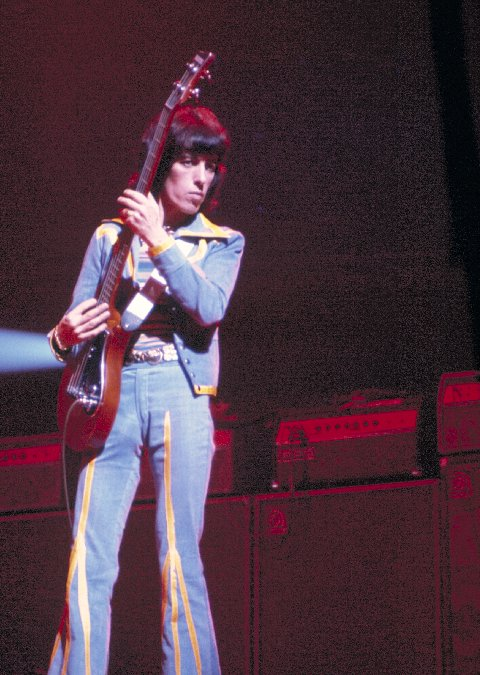
Bill Wyman v roce 1975

Začátkem roku 1981 se kapela dává opět dohromady a domluví se, že ještě v témže roce vyrazí s novým materiálem na turné po USA. Psaní nových písniček a nahrávání další desky probíhá ve spěchu, také na zkoušky před koncertováním nezbylo moc času. V témže roce také vyšla deska Tattoo You (druhá v Británii a první ve Spojených státech), Spousta věcí, které se v té době nahrály, se na desku nedostala. To se týká i singlu „Start Me Up“, který vystoupal na druhé místo amerického singlového žebříčku. Ve dvou písních („Waiting on a Friend“ a „Tops“) si na kytaru zahrál Mick Taylor, ve dvou si zahrál jazzový saxofonista Sonny Rollins („Slave“ a „Waiting on a Friend“). Následující koncertní turné po Spojených státech bylo do té doby největší a nejdelší – skupina ho odstartovala 25. září a ukončila 19. prosince. Některé koncerty se nahrály, což vyústilo v desku Still Alive (American Concert 1981). V hitparádách zabodovala – skončila čtvrtá v Británii a pátá ve Spojených státech.
V polovině roku 1982, u příležitosti jejich dvacátého výročí, přivezli Stones svojí show i do Evropy, kde před tím dlouhých šest let nehráli. K evropskému turné se ke kapele přidal ještě Chuck Leavell, bývalý pianista Allman Brothers Bandu. Koncem roku kapela podepsala smlouvu na 28 milionů dolarů, která ji zavazovala k dalším čtyřem albům. Nyní byli Stones nově pod křídly CBS Records.

### Undercover: 1983–1984
Před tím, než Stones odešli od labelu Atlantic, stihli pro něj v roce 1983 vydat desku Undercover (třetí v Británii a čtvrtá ve Spojených státech). Navzdory příznivým kritikám a pilotnímu singlu v první desítce hitparád, prodej desky nesplnil očekávání. Možná to bylo i tím, že kapela nepodnikla na podporu prodeje desky žádné koncertní turné. V roce 1984 už převzala distribuci starších desek Stones právě CBS.
Vztah Jaggera a Richardse se v této době postupně zhoršoval. Mick Jagger podepsal ke zděšení Richardse sólovou smlouvu se CBS a mnoho z věcí, které Jagger v roce 1984 napsal, vydal na své sólové desce. Jagger také prohlašoval, že už se prací s Rolling Stones cítí unavený.

### Dirty Work: 1985–1986
V roce 1985 strávil Jagger nejvíce času nahráváním své vlastní desky. Materiál na další album Rolling Stones Dirty Work (čtvrté v Británii i USA) tak zajistil hlavně Keith Richards se zatím největším přispěním Ronnieho Wooda. Album vyšlo v roce 1986 a nahrávalo se v Paříži. Jagger během nahrávání nechodil moc do studia, veškerou práci tak nechal na Richardsovi.
V prosinci 1985 zemřel na infarkt spoluzakladatel Stones, pianista, road manager Ian Stewart. Skupina uspořádala na jeho počest v únoru 1986 koncert. Dva dni na to si Stones převzali cenu Grammy za celoživotní přínos.
Album Dirty Work sklidilo smíšené kritiky, a to i přes úspěch singlu „Harlem Shuffle“. Jako důsledek vyostřeného vztahu mezi Jaggerem a Richardsem, odmítl Jagger turné na podporu prodeje Dirty Work. Místo toho vyjel na své vlastní sólové turné, na kterém hrál i písničky Stones. Richards někdy mluví o jejich vzájemném vztahu v této době jako o „třetí světové válce“. Důsledkem vzájemné nenávisti stála v této době kapela téměř před rozpadem. Jaggerovy desky She's the Boss (6. v Británii, 13. v USA) a Primitive Cool (26. v Británii a 41. v USA) se dočkaly mírně nadprůměrných hodnocení.

### Sólové projekty, tvůrčí pauza: 1987–1988
V roce 1988, v době nečinnosti Stones, vydal Keith Richards své první sólové album Talk Is Cheap (37. v Británii, 24. v USA). Album sklidilo příznivou reakci fanoušků i kritiky, ve Spojených státech bylo oceněno zlatou deskou.

### Steel Wheels/Urban Jungle: 1989–1990
Začátkem roku 1989 byli Rolling Stones (včetně Micka Taylora, Ronnieho Wooda a posmrtně i Iana Stewarta) uvedeni do americké Rock and Roll Hall of Fame. Jagger a Richards pak i přes vzájemné spory začali pracovat na dalším albu Steel Wheels (druhé v Británii, třetí ve Spojených státech). Tímto albem se znovu vrátili do formy, což dokazují i hity „Mixed Emotions“, „Rock and a Hard Place“ a „Almost Hear You Sigh“. Na albu je také skladba „Continental Drift“, kterou Stones nahráli v marockém Tangeru v roce 1989. Z tohoto nahrávání vznikl také dokument The Rolling Stones in Morocco.
Po vydání alba následovalo koncertní turné po Severní Americe, Japonsku a Evropě nazvané Steel Wheels/Urban Jungle Tour. Koncerty svou pompézností překonaly všechna předešlá turné. Předkapelami byli Living Colour a Guns N' Roses. Na koncertech Stones přibyli na pódiu zpěvák Bernard Fowler a zpěvačka Lisa Fischer. Z turné vzešlo koncertní album Flashpoint (6. v Británii a 16. v USA) a také film Live at the Max.
Toto koncertní turné bylo posledním turné pro Billa Wymana, který se po letech uvažování konečně rozhodl odejít z Rolling Stones. Jeho odchod byl oficiálně oznámen až v lednu 1993. Po svém odchodu vydal Wyman knihu Stone Alone – autobiografii, kterou poskládal ze svých deníkových zápisků, které si vedl od prvopočátků kapely. Pár let po opuštění Stones založil kapelu Bill Wyman's Rhythm Kings a znovu začal nahrávat a koncertovat.

### Přechod k Virgin Records: 1991–1993
Po úspěchu turné Steel Wheels/Urban Jungle si kapela dala zaslouženou pauzu. Charlie Watts stihl v té době vydat dvě jazzová alba, Ronnie Wood vydal po jedenácti letech své další sólové album Slide On This; Keith Richards nahrál své druhé sólové album Main Offender (45. v Británii a 99. ve Spojených státech). K němu uspořádal menší turné (většinou v sálech) s většími koncerty ve Španělsku a Argentině. Micku Jaggerovi se konečně podařilo prosadit se s třetím sólovým albem Wandering Spirit (12. v Británii, 11. v USA). Deska se skvěle prodávala – ve spojených státech byla oceněna zlatou deskou, celosvětově se jí prodaly úctyhodné dva miliony kopií.

### Voodoo Lounge: 1994–1995
Po odchodu Wymana Stones opět změnili nahrávací společnost, tentokráte si vybrali Virgin Records. Ta vydala remasterované verze alb, ke kterým přidala nové obaly. Byla to všechna alba počínaje Sticky Fingers až po Steel Wheels. Virgin také přišla s novou kompilací Jump Back (16. v Británii a 30. ve Spojených státech). V roce 1993 se skupina vydává znovu do studia a začíná pracovat na dalším albu. Vyšlo v roce 1994 a jmenuje se Voodoo Lounge (první v Británii, druhé v USA). Baskytaristu Billa Wymana nahradil Darryl Jones, který dříve hrával s Miles Davisem a Stingem. Kapela nechala výběr na bubeníkovi Charlie Wattsovi, basa i bicí totiž v Rolling Stones musí perfektně spolupracovat. Album sklízelo vynikající kritiky, prodej opět předčil očekávání. Ve spojených státech bylo album dvakrát platinové. Většina kritiků si cenila „tradičního“ zvuku, který měl na svědomí nový producent Don Was. Voodoo Lounge získalo v roce 1995 cenu Grammy v kategorii nejlepší rockové album.
V roce 1994 vyjela kapela na Voodoo Lounge Tour, které končilo až v roce 1995. Písničky z různých koncertů a ze zkoušek (převážně v akustických verzích) vyšly na albu Stripped (9. ve Spojených státech i ve Velké Británii). Je na něm také cover verze písně Boba Dylana „Like a Rolling Stone“ a také do té doby na koncertech málo hrané písně „Shine a Light“, „Sweet Virginia“ a „The Spider and the Fly“. Dne 8. září 1994 si Stones zahráli „Love Is Strong“ a „Start Me Up“ na výročním udílení cen americké hudební televize MTV. Odnesli si odtud cenu za celoživotní hudební přínos.
Dne 18. listopadu 1994 uskutečnili Stones jako první kapela živý internetový přenos svého koncertu. Přenos zajišťovala společnost Sun Microsystems. Nebylo to přímo streamované video (snímková frekvence byla jen 10 snímků za sekundu), ale byl to do té doby nevídaný počin.

### Bridges to Babylon: 1997–1998
Konec devadesátých let byl pro Rolling Stones ve znamení alba Bridges to Babylon (šesté v Británii, třetí v USA), které vyšlo v roce 1996. Klip k singlu „Anybody Seen My Baby?“, ve kterém se objevila i Angelina Jolie, si oblíbila MTV i VH1. Prodeje se nijak nelišily od předchozích alb (1,2 milionu jen ve Spojených státech). Následné turné, které projelo nejen Evropu a Spojené státy, ale zavítalo i do Jižní Ameriky, Japonska a Turecka, ukázalo, jak skvělá show může i v devadesátých letech koncert Rolling Stones být. Z turné bylo sestavena další živá deska No Security (67. v Británii, 34. v USA), na které je většina písní dosud na živých deskách nevydaných.

### No Security: 1999–2000
Koncem roku 2001 vydal Mick Jagger své čtvrté sólové album Goddess in the Doorway (44. v Británii, 39. v USA), které sklidilo smíšené kritiky. Měsíc po teroristických útocích 11. září si Jagger a Richards zahráli skladby „Salt of the Earth“ a „Miss You“ na Koncertě pro New York City. Doprovázela je ovšem jiná kapela než zbytek Rolling Stones.

### Forty Licks: 2002–2003
V roce 2002 vyšla k výročí čtyřiceti let existence kapely dvojdeska největších hitů Forty Licks (2. v USA i Velké Británii). Této kompilace se zatím prodalo více než 7 miliónů kopií. Ve stejném roce zařadil britský Q magazine Stones do svého žebříčku „padesáti kapel, které musíte vidět dříve, než zemřete“ („50 Bands To See Before You Die“). A následující turné, nazvané prostě „Licks“ (2002–2003), dalo tuto šanci fanouškům po celém světě.

### A Bigger Bang: 2005–2007
Na oslavě narozenin Micka Jaggera 26. července 2005 oznámila skupina vydání dalšího řadového alba A Bigger Bang (2. v Británii, 3. v USA), na které museli fanoušci čekat dlouhých osm let. Album sklidilo příznivé kritiky a singl Streets of Love se umístil na 15. příčce evropského singlového žebříčku.

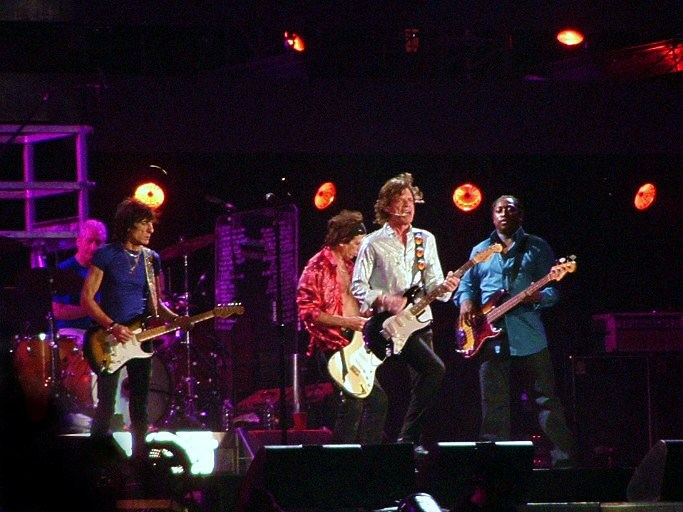
The Rolling Stones v roce 2006

Na albu je také skladba „Sweet Neo Con“, ostrá kritika amerického neokonzervatismu z pera Micka Jaggera. Skladba se na album kvůli námitkám Keitha Richardse málem nedostala. Na otázku, zda se nebojí politického odporu, jakému vzdorovali Dixie Chicks, odpověděl Richards, že nechce, aby byla deska některými posluchači odmítnuta jen kvůli nějaké nicotné politické bouři ve sklenici vody.
Jak už bylo u kapely zvykem, následovalo turné; kapela zavítala do Severní i Jižní Ameriky a východní Asie. Do konce roku 2005 byl hrubý zisk z turné rekordních 162 miliónů dolarů. Dne 18. února 2006 Stones zahráli pro neuvěřitelných jeden a půl miliónu fanoušků na pláži Copacabana v Riu de Janeiru.
Po koncertech v Japonsku, Číně, Austrálii a Novém Zélandu v březnu a dubnu 2006 si kapela dala malou přestávku, po níž mělo turné pokračovat po Evropě. Během této „dovolené“ byl Keith Richards hospitalizován v nemocnici na Novém Zélandu, protože si pádem z palmy na ostrově Fidži poranil hlavu, což vedlo k operaci, při níž mu byla z lebeční dutiny odstraněna krevní sraženina. Evropská část turné se zdržela o šest týdnů. V červnu 2006 bylo také oznámeno, že Ronnie Wood pokračuje v protialkoholním léčení, což ale nemělo vliv na průběh turné. Dva z 21 naplánovaných koncertů však skupina zrušila s odůvodněním, že Mick Jagger má problémy s krkem.
V září 2006 se koncertování přesunulo do Severní Ameriky. Koncem roku 2006 bylo „A Bigger Bang Tour“ označeno, jako nejvýdělečnější turné všech dob – hrubé tržby dosáhly 437 miliónů dolarů. Část turné v Severní Americe přinesla třetí nejvyšší tržby vůbec (138,5 miliónů dolarů), výdělečnější bylo pouze turné v roce 2005 (162 miliónů dolarů) a americké turné U2 v témže roce (138,9 miliónů dolarů).

### 2008–2011: Tvůrčí pauza

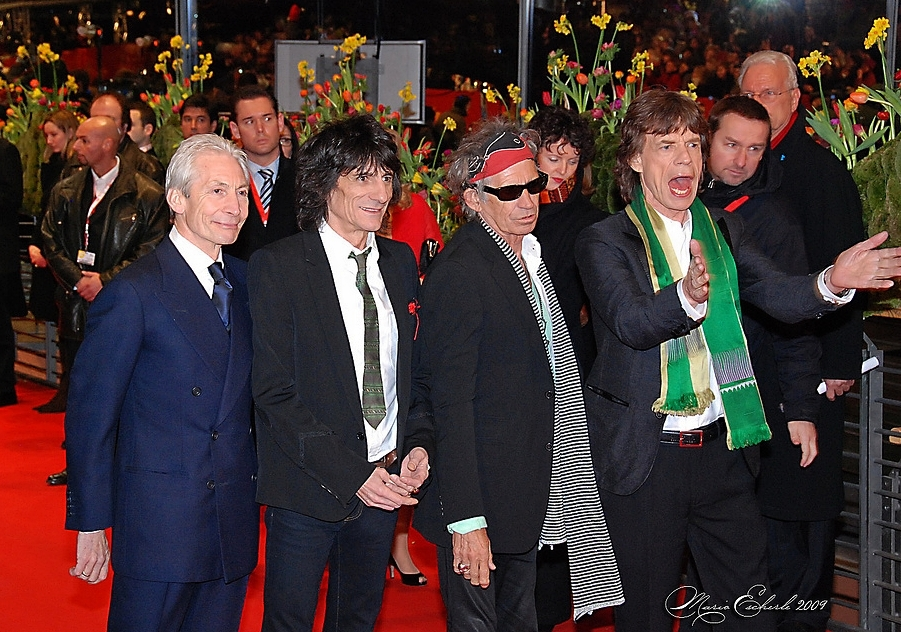
Rolling Stones v roce 2008 na filmovém festivalu Berlinale (zleva doprava: Charlie Watts, Ron Wood, Keith Richards, Mick Jagger)

Martin Scorsese natáčel v říjnu a listopadu 2006 newyorské koncerty Rolling Stones, z čehož vznikl film Shine a Light, který měl premiéru v roce 2008. Ve filmu si také se Stones zahráli hvězdní hosté: Buddy Guy, Jack White a Christina Aguilera. K filmu vyšel i soundtrack Shine a Light (druhý v Británii, jedenáctý v USA). Na jednom z newyorských koncertů také v zákulisí po koncertě upadl hudební podnikatel, dlouholetý president hudebního vydavatelství Atlantic Records a osobní přítel členů kapely Ahmet Ertegün, který následkům svého zranění po několika týdnech v kómatu podlehl. Bylo mu 83 let.
V říjnu 2007 vydal Mick Jagger kompilaci svých největších sólových hitů nazvanou jednoduše The Very Best of Mick Jagger (57. v Británii a 77. v USA). V listopadu zase vyšla dvojdeska Rolled Gold: The Very Best of the Rolling Stones (26. v Británii), která byla doplněnou kompilací Rolled Gold z roku 1975.
V jednom rozhovoru z roku 2007 odmítl Mick Jagger říct, kdy kapela přestane koncertovat a odebere se na zasloužený odpočinek: „Jsem si jistý, že Rolling Stones ještě společně udělají hodně, ještě přijdou desky i turné. Opravdu nemáme v plánu s ničím z toho skončit. Pokud jde o mě, jsem přesvědčený, že budeme pokračovat.“ V březnu 2008 vyvolal spekulace fanoušků výrok Keitha Richardse na premiéře filmu Shine a Light, když prohlásil: „Myslím, že bychom mohli nahrát další desku. Jen co přestaneme dělat reklamu tomuhle filmu.“ Bubeník Charlie Watts k tomu lakonicky poznamenal, že jakmile se přestalo pracovat, onemocněl.
Během podzimu 2008 se ve studiu sešli Mick Jagger, Keith Richards a Mick Taylor aby s producentem Donem Wasem dotočili nové zpěvy a kytarové party k nedokončenému materiálu z nahrávacích sessions k desce Exile on Main St.. Doplněné vydání tohoto alba spatřilo světlo světa v květnu 2010. V Británii se dostalo na první místo albového žebříčku. Stalo se tak téměř přesně 38 let poté, kdy se to Stones podařilo poprvé. V roce 2011 vydali DVD záznam Ladies and gentlemen natočený roku 1972.

### 50 & Counting Tour: 2012–2013
V roce 2012 skupina oslavila 50. výročí od založení skupiny. K této příležitosti vyšlo u vydavatelství ABCKO Records kompilační album GRRR!, které obsahovalo několik hitů a k tomu dvě novinky: „Doom And Gloom“ a „One More Shot“, které vzešly z nahrávacích sessions v Paříži. Skupina po dlouhých pěti letech vyjela na turné (50 & Counting Tour), tentokrát po Spojených státech a Anglii. Skupina si na některé koncerty pozvala několik význačných hostů např. Lady Gagu, Jeffa Becka, Erica Claptona nebo Bruce Springsteena. Jako speciální hosté byli přizváni bývalí členové skupiny: baskytarista Bill Wyman a kytarista Mick Taylor. Poslední koncerty turné se konaly: na festivalu v Glastonbury a dvojice koncertů v londýnském Hyde Parku. Koncertní záznamy v Hyde Parku skupina nahrávala a vydala pod názvy: Hyde Park Live (audiozáznam) a Sweet Summer Sun: Hyde Park Live (videozáznam). Koncertů, kterých se účastnil také Mick Taylor, zhlédlo v součtu 130 000 diváků.

### 14 on Fire Tour, Zip Code Tour, America Latina Olé Tour: 2014–2016
Roku 2014 skupina vyrazila na turné pod názvem 14 On Fire Tour, konané po Evropě, Asii a Oceánii. Českou republiku však nenavštívila. Mick Taylor opět na turné hostoval v několika písních. Vystoupení skupiny bylo poprvé k vidění v Izraeli, SAE a po téměř 50 letech v Singapuru. Na turné se zpěvák Mick Jagger dozvěděl šokující zprávu, když mu bylo oznámeno, že jeho partnerka L'Wren Scott spáchala sebevraždu, skupina tak odložila turné po Oceánii. 6. listopadu 2014 byl zrušen koncert na festivalu Hanging Rock v Makedonii, poté, co lékaři Jaggerovi doporučili odpočinek, když byl zpěvákovi nalezen menší zánět v krku. Pár dní po skončení turné zemřel dlouholetý saxofonista skupiny Bobby Keys, který se kvůli svému jaternímu onemocnění neúčastnil Oceánské části turné. Byl nahrazen Karlem Densonem.
Skupina v roce 2015 absolvovala turné po Severní Americe a propagovala na něm album Sticky Fingers, které tehdy vyšlo v deluxe edici (album s fotografiemi, plakátem skupiny, bonusovým živým diskem a knihou o historii vzniku alba). Zahajovacím vystoupením byl koncert v menším divadle Fonda Theater v Los Angeles, z jehož nahrávání vzniklo koncertní album Sticky Fingers Live. Zbytek záznamu vyšel v roce 2017 v rámci série From the Vault pod názvem Sticky Fingers Live at Fonda Theater na video i audio záznamu.
5. listopadu 2015 skupina oznámila své první samostatné latinskoamerické turné chystané pro rok 2016 a představila novou doprovodnou vokalistku Sashu Allen, která nahradila Lisu Fischerovou odcházející ze svého rozhodnutí ke svým sólovým projektům. Turné čítalo 14 koncertů s historicky ojedinělým koncertem v socialistickém státě Kuba v Havaně pro asi 500 000 diváků. Toto ojedinělé koncertní turné bylo zaznamenáno filmovým snímkem Olé Olé Olé!: A Trip Across Latin America zachycující skupinu kromě na koncertních pódiích také např. v hotelových pokojích. Záznam koncertu v Havaně se dočkal vydání pod názvem Havana Moon. Dokumentární film i koncert měl v České republice premiéru v rámci projektu Jeden večer, sto kin v ČR.
Na začátku dubna 2016 skupina představila svojí pop-artovou výstavu v londýnské Saatchi Gallery. Jedná se o multimediální expozici pod názvem Exhibitionism, vystavující pozoruhodné exponáty související s padesátiletou tvorbou skupiny např. kostýmy, hudební nástroje, plakáty, audio i video nahrávky, modely pódií a dokonce i rekonstrukce bytů členů skupiny v dobách jejich „divokého“ žití v londýnské ulici Edith Grove, kde žili jako teenageři. Výstava se představila prvně v Londýně, poté v New Yorku nebo v Sydney. Ronnie Wood rovněž potvrdil, že skupina chystá vydání nového studiového alba.
V říjnu 2016 skupina vyrazila na menší severoamerické turné na, kterém představila název svého nového studiového alba a živě prezentovala nové tři singly. Zrušené vystoupení v Las Vegas bylo nahrazeno dalším již dříve naplánovaným koncertem v T-Mobile Aréně. Součástí tohoto turné byla dvojice koncertů na obrovském festivalu Desert Trip pro 75 000 diváků. Festivalu se zúčastnili také velmi slavné hvězdy a to: Paul McCartney, Bob Dylan, Roger Waters, Neil Young a skupina The Who. V prosinci vydala skupina nové studiové album pod názvem Blue & Lonesome, které bylo zaměřené na coververze bluesových skladeb od interpretu jako Little Walter, Willie Dixon nebo Jimmy Reed. Na albu hostoval také fenomenální kytarista a přítel skupiny Eric Clapton.

### No Filter: 2017–2020

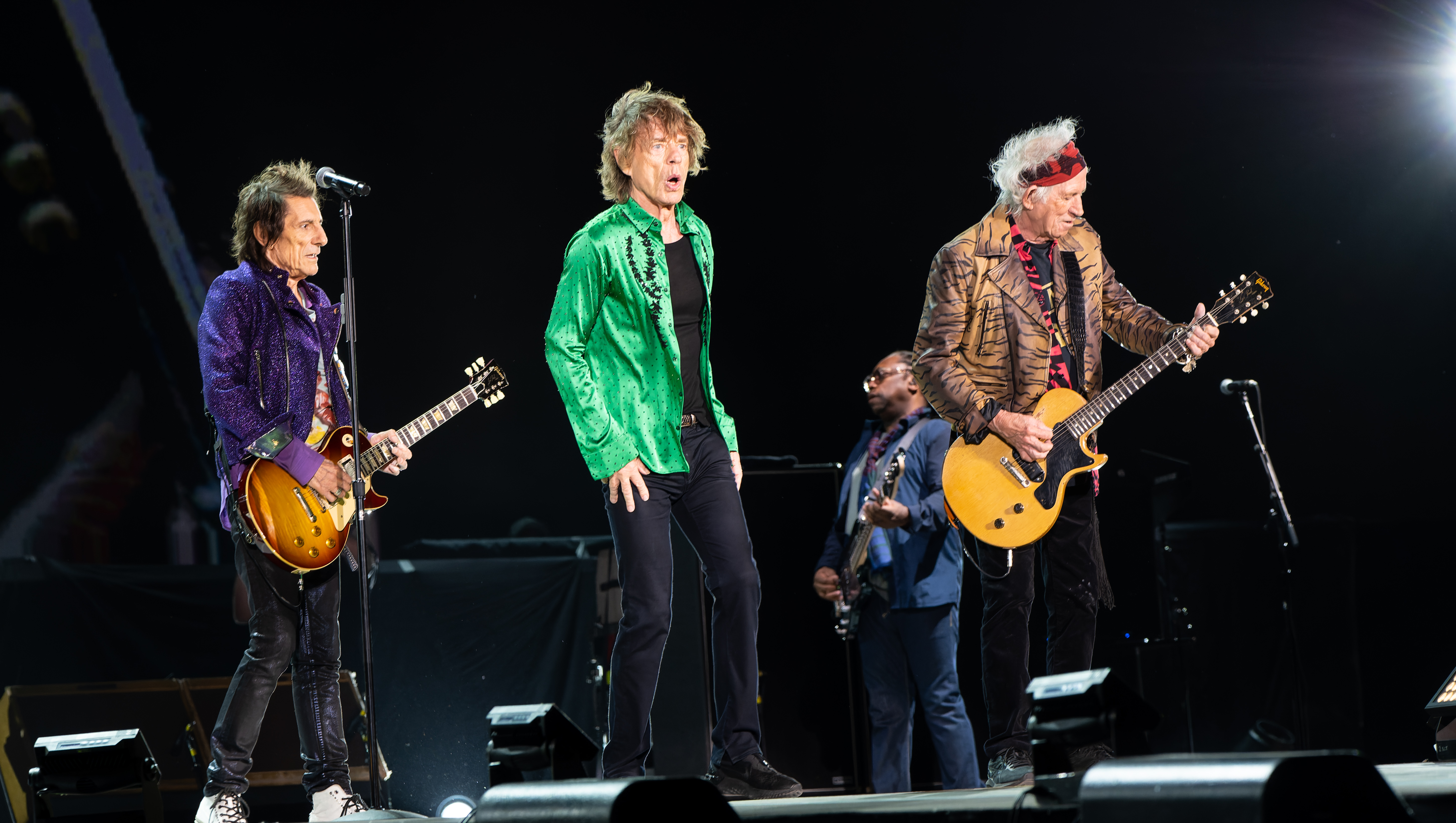
Rolling Stones vystupují 3. července 2022 v londýnském Hyde Parku.

V první polovině roku 2017 bylo ohlášeno evropské turné No Filter Tour, které započalo zářijovým koncertem v Hamburku a zakončeno bylo třemi koncerty v Paříži. Českou republiku skupina opět minula, ale při pobytu skupiny v Paříži byli osloveni kanadským koncertním pořadatelem Sergí Grimauxem (pořadatel českých koncertů Rolling Stones), který je požádal o vystoupení v Česku minimálně v dalším roce. A tak skupina 26. února 2018 ohlásila nové zastávky pokračujícího turné No Filter Tour a vystoupila v červenci v Praze na Letňanském letišti, kam dorazilo asi 60 000 diváků. Skupina na turné představovala nejnovějších album Blue & Lonesome i s tím, když tvrdila, že blues na stadiony nepatří. V listopadu skupina oznámila přesunutí turné také do Severní Ameriky, které mělo začít již koncem dubna 2019, ale ze zdravotních důvodů Micka Jaggera to nebylo možné. Proto turné začalo až koncem června po Jaggerově údajné operaci srdeční chlopně, která mu byla úspěšně odstraněna, a skupina tak mohla své nové termíny turné započíst dvojicí koncertů v Chicagu a zakončit koncertem v Miami.

### Stones v Česku
The Rolling Stones vystoupili v České republice šestkrát: v Praze 18. srpna 1990 a 5. srpna 1995 na strahovském stadionu, 22. 8. 1998 ve Sportovní hale ČSTV, 27. července 2003 na Letenské pláni, dále v rámci turné A Bigger Bang Tour 22. července 2007 v Brně na výstavišti (v Brně měli vystoupit již v roce 2006, ale po zranění Keitha Richardse byl koncert odložen a posléze i zrušen) a v Praze 4. července 2018 na letišti v Letňanech. S ohledem na věk členů skupiny je pravděpodobné, že letňanské vystoupení skupiny bylo v České republice posledním.

## Členové

### The Rolling Stones

#### Současní členové
- Mick Jagger – zpěv, doprovodné vokály, harmonika, doprovodná kytara, perkuse, klávesy (1962 – dodnes)
- Keith Richards – sólová a doprovodná kytara, basová kytara, doprovodné vokály, zpěv (1962 – dodnes)
- Ronnie Wood – sólová a doprovodná kytara, basová kytara, doprovodné vokály (1975 – dodnes)

#### Bývalí členové
- Brian Jones – sólová a doprovodná kytara, harmonika, klávesy, sitár, perkuse, doprovodné vokály (1962–1969; zemřel r. 1969)
- Mick Taylor – sólová kytara, basová kytara, doprovodné vokály (1969–1974; hostoval r. 1981, 2012–2014)
- Ian Stewart – klávesy, klavír (1962–1963; najímaný hudebník 1964–1985; zemřel r. 1985)
- Bill Wyman – basová kytara, klávesy, klavír, doprovodné vokály (1962–1993; hostoval r. 2012)
- Charlie Watts – bicí, perkuse, doprovodné vokály (1963 – 2021; zemřel r. 2021)

#### Prvotní členové
- Dick Taylor – basová kytara (1962)[179]
- Ricky Fenson – basová kytara (1962–1963)
- Colin Golding – basová kytara (1962–1963)
- Mick Avory – bicí (1962)
- Tony Chapman – bicí (1962–1963)
- Carlo Little – bicí (1962–1963)

### Doprovodní hudebníci

#### Současná sestava
- Darryl Jones – basová kytara (1993 – dodnes)[180]

- Klávesisté
  - Chuck Leavell – klávesy, doprovodné vokály (1982 – dodnes)[181]
  - Matt Clifford – klávesy, lesní roh (1989–1990, 2012 – dodnes)[182]
- Dechová sekce
  - Tim Ries – saxofon, klávesy (1999 – dodnes)[183]
  - Karl Denson – saxofon (2014 – dodnes)[184]

- Doprovodní vokalisté
  - Bernard Fowler – doprovodné vokály, perkuse (1989 – dosud)[185]
  - Sasha Allen – doprovodné vokály, zpěv (2016 – dosud)

#### Bývalí členové
- Klávesisté
  - Jack Nitzsche – klavír, hudební aranžmá (1965–1971)[186]
  - Nicky Hopkins – klávesy (1971–1973)[187]
  - Billy Preston – klávesy, doprovodné vokály (1973–1977)[188]
  - Ian McLagan – klávesy, doprovodné vokály (1978–1981)[189]
- Dechová sekce
  - Bobby Keys – saxofon (1969–1973; 1981–2014; zemřel r. 2014)[190]
  - Jim Price – trubka (1970–1973)[191]
  - Ernie Watts – saxofon (1981)[192]
  - Gene Barge – saxofon (1982)[193]
  - Arno Hecht – saxofon (1989–1990)[194][195]
  - Bob Funk – trombon (1989–1990)
  - Crispin Cioe – saxofon (1989–1990)
  - Paul Litteral – trubka (1989–1990)
  - Andy Snitzer – saxofon (1994–1998)[196]
  - Michael Davis – trombon (1994–2007)[197]
  - Kent Smith – trubka (1994–2007)

- Doprovodní vokalisté
  - Lisa Fischer – doprovodné vokály, zpěv (1989–2015)[198]
  - Cindy Mizelle – doprovodné vokály (1989–1990)[199]
  - Lorelei McBroom – doprovodné vokály (1990)[200]
  - Sophia Jones – doprovodné vokály (1990)
  - Blondie Chaplin – doprovodná kytara, doprovodné vokály, perkuse (1997–2007)[201]
- Perkusionisté
  - Ollie E. Brown – perkuse (1975–1976)[202]
- Bubeníci
  - Steve Jordan – bicí (2021)

## Galerie
Členové skupiny uvedeni do Rock and Roll Hall of Fame.

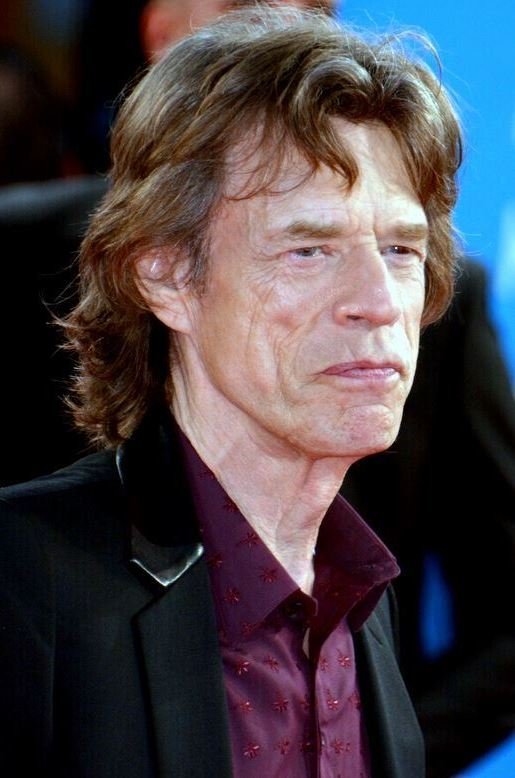
Mick Jagger (* 26. července 1943)
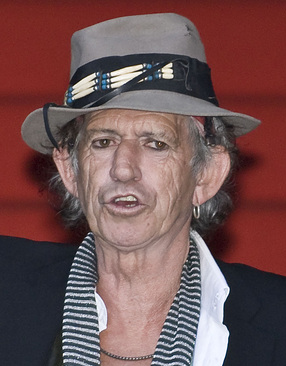
Keith Richards (* 18. prosince 1943)
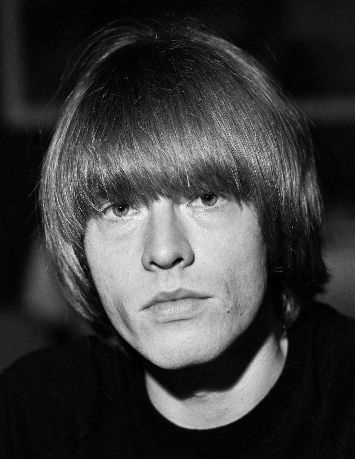
Brian Jones (* 28. února 1942 – † 3. července 1969)
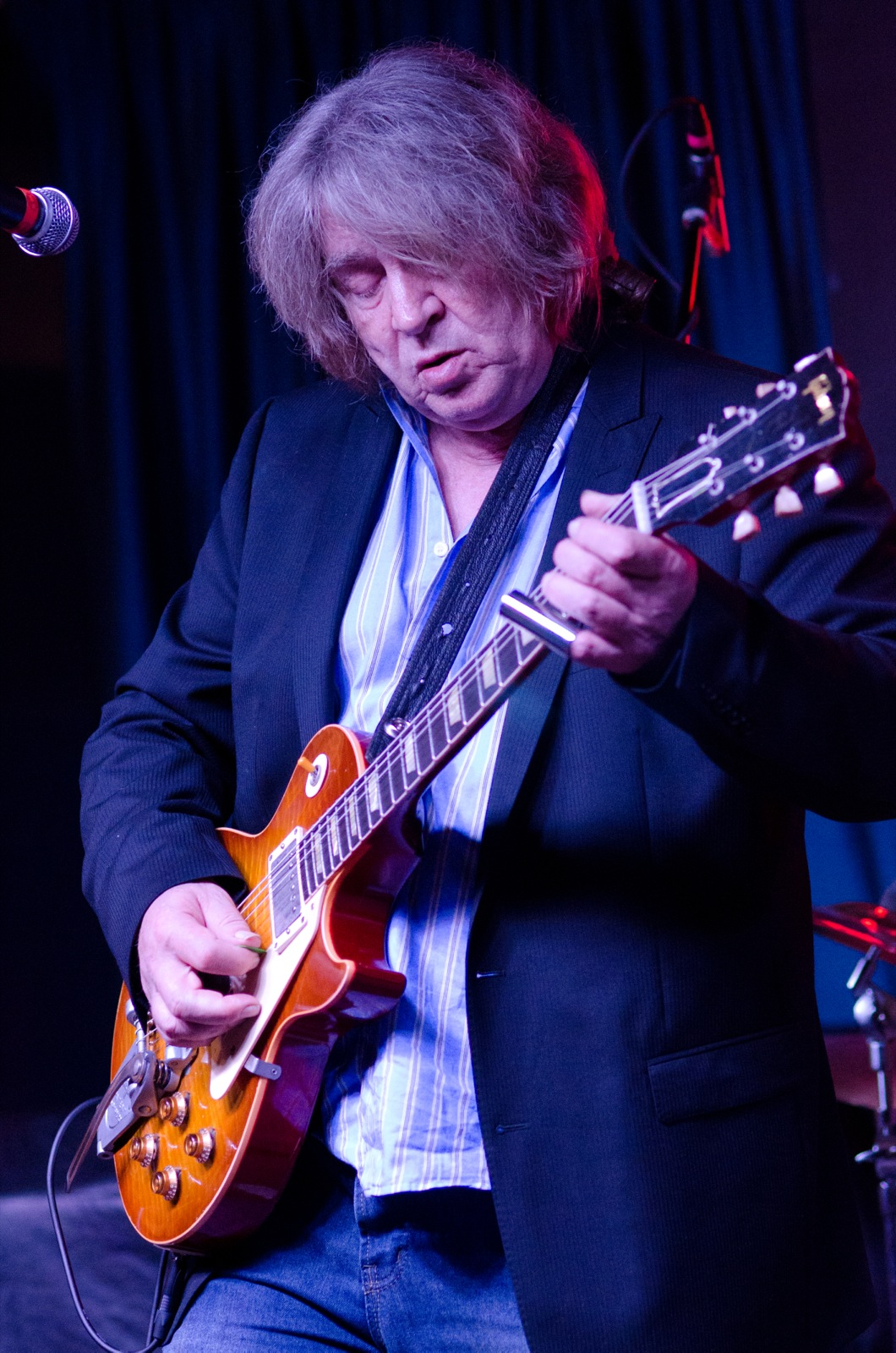
Mick Taylor (* 17. ledna 1949)
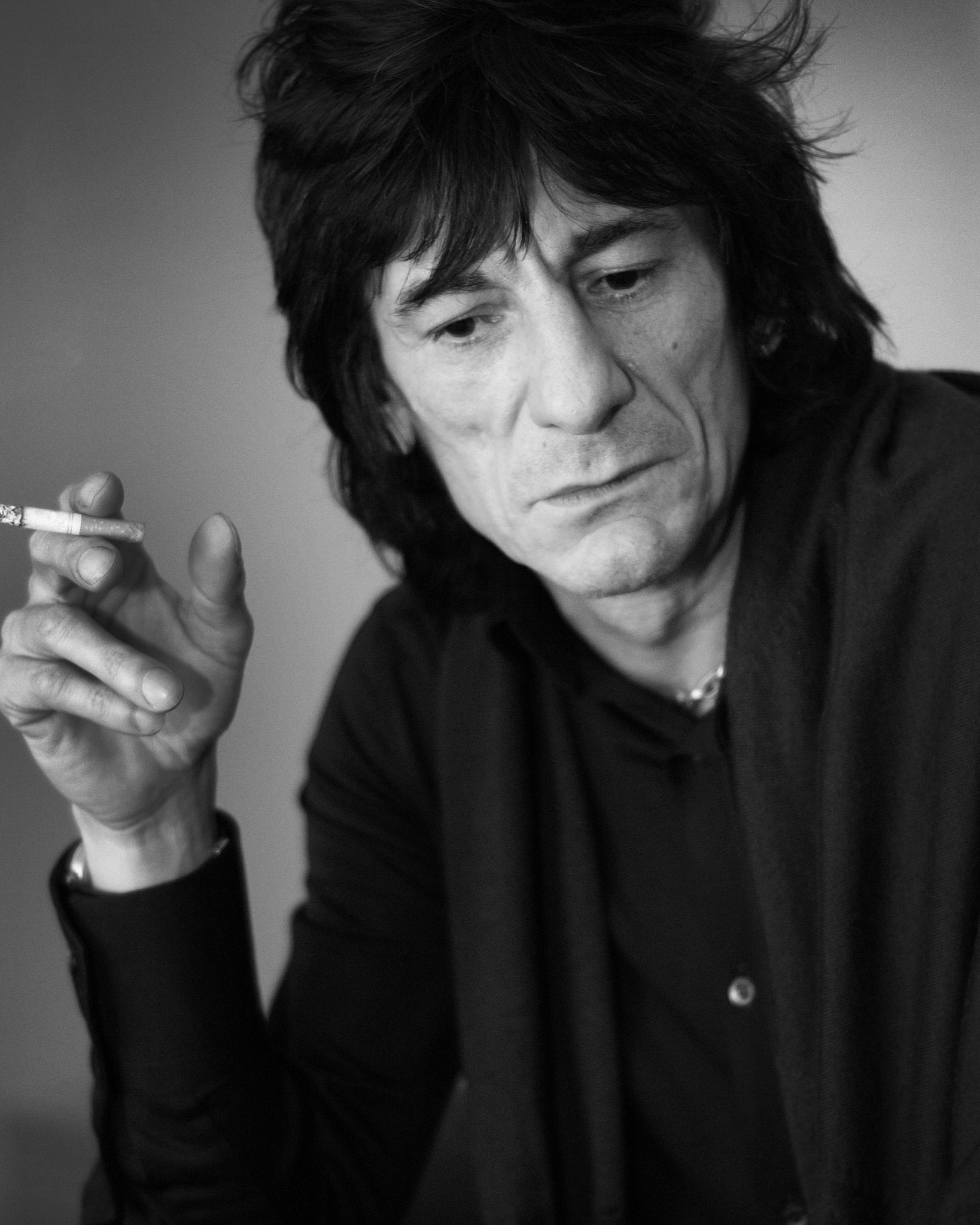
Ronnie Wood (* 1. června 1947)
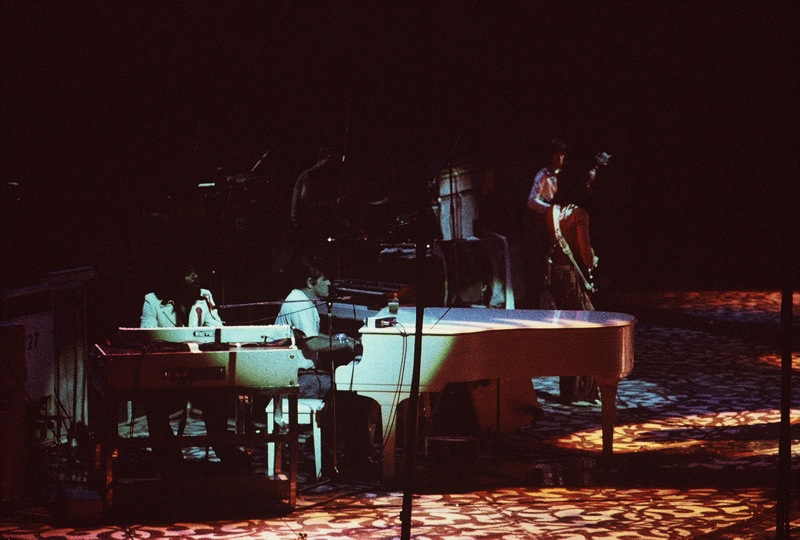
Ian Stewart (* 18. července 1938 – † 12. prosince 1985)
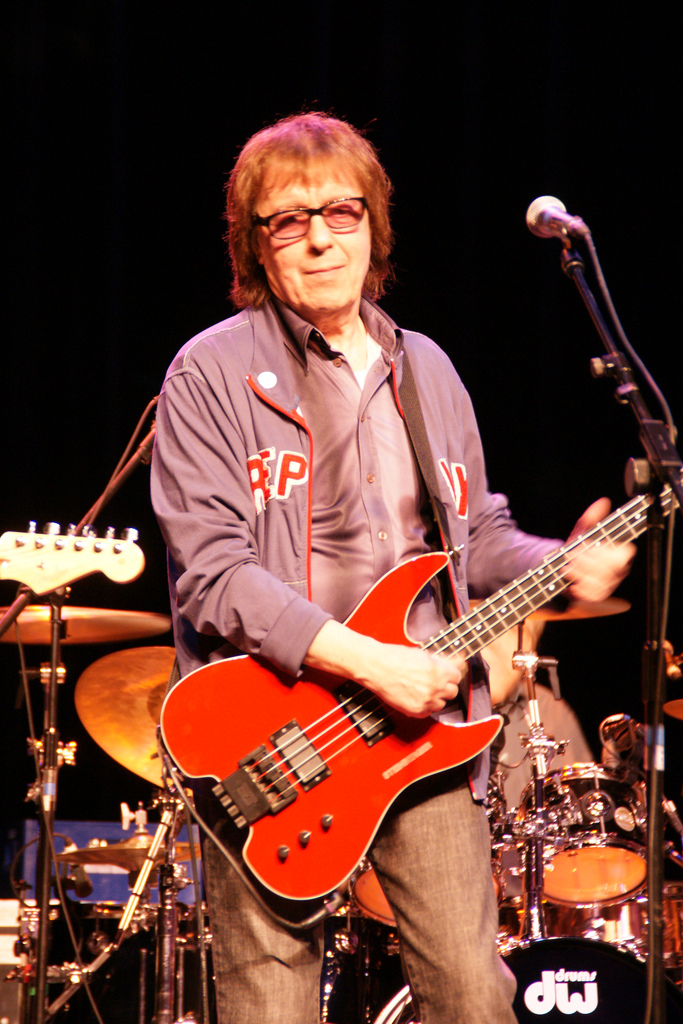
Bill Wyman (* 24. října 1936)
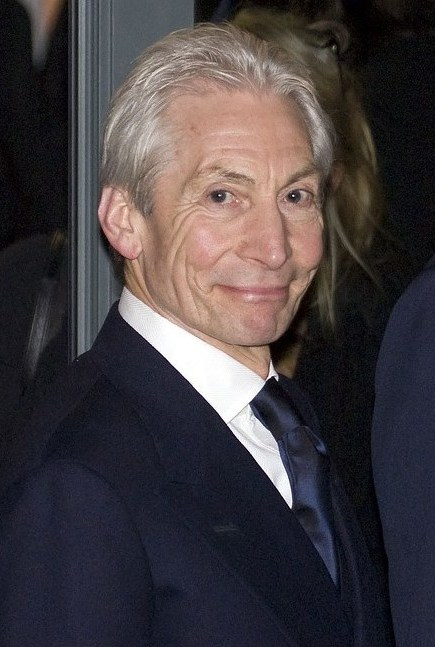
Charlie Watts (* 2. června 1941 – † 24. srpna 2021)

## Koncertní turné
- British Tour 1963
- 1st British Tour 1964
- 2nd British Tour 1964
- 1st American Tour 1964
- 3rd British Tour 1964
- 4th British Tour 1964
- 2nd American Tour 1964
- Irish Tour 1965
- Far East Tour 1965
- 1st British Tour 1965
- 1st Scandinavian Tour 1965
- 2nd European Tour 1965
- 1st American Tour 1965
- Scottish Tour 1965
- 2nd Scandinavian Tour 1965
- 2nd Irish Tour 1965
- 4th European Tour 1965
- 2nd British Tour 1965
- 2nd American Tour 1965
- Australasian Tour 1966
- European Tour 1966
- American Tour 1966
- British Tour 1966
- European Tour 1967
- American Tour 1969
- European Tour 1970
- UK Tour 1971
- American Tour 1972
- Pacific Tour 1973
- European Tour 1973
- Tour of the Americas '75
- Tour of Europe '76
- US Tour 1978
- American Tour 1981
- European Tour 1982
- Steel Wheels/Urban Jungle Tour (1989–1990)
- Voodoo Lounge Tour (1994–1995)
- Bridges to Babylon Tour (1997–1998)
- No Security Tour (1999)
- Licks Tour (2002–2003)
- A Bigger Bang Tour (2005–2007)
- 50 & Counting Tour (2012–2013)
- 14 On Fire Tour (2014)
- Zip Code Tour (2015)
- América Latina Olé Tour (2016)
- No Filter Tour (2017–2019; 2021)
- Sixty Tour (2022)

## Diskografie

### Studiová alba
- The Rolling Stones (UK) / England's Newest Hit Makers (US) (1964)
- 12 X 5 (US) (1964)
- The Rolling Stones No. 2 (UK) / The Rolling Stones, Now! (US) (1965)
- Out of Our Heads (US) / Out of Our Heads (UK) (1965)
- December's Children (And Everybody's) (US) (1965)
- Aftermath (UK) / Aftermath (US) (1966)
- Between the Buttons (UK) / Between the Buttons (US) (1967)
- Their Satanic Majesties Request (1967)
- Beggars Banquet (1968)
- Let It Bleed (1969)
- Sticky Fingers (1971)
- Exile on Main St. (1972)
- Goats Head Soup (1973)
- It's Only Rock 'n Roll (1974)
- Black and Blue (1976)
- Some Girls (1978)
- Emotional Rescue (1980)
- Tattoo You (1981)
- Undercover (1983)
- Dirty Work (1986)
- Steel Wheels (1989)
- Voodoo Lounge (1994)
- Bridges to Babylon (1997)
- A Bigger Bang (2005)
- Blue & Lonesome (2016)
- Hackney Diamonds (2023)